# Sosnowiec
Sosnowiec – miasto na prawach powiatu w Polsce, w województwie śląskim. Położone na Wyżynie Śląskiej, stanowiącej część Wyżyny Śląsko-Krakowskiej w regionie zwanym Zagłębięm Dąbrowskim stanowiącym część zachodniej Małopolski. Miasto ulokowane nad Czarną Przemszą i Białą Przemszą oraz ich dopływami Brynicą i Bobrkiem. Znajduje się w centralnej części Górnośląskiego Okręgu Przemysłowego. Drugie pod względem liczby ludności i ósme pod względem powierzchni miasto Górnośląsko-Zagłębiowskiej Metropolii. Jest największym pod względem ludności miastem Zagłębia Dąbrowskiego. Według danych GUS z dnia 31 grudnia 2024 r. miasto było zamieszkiwane przez 184 988 osób.
Pod względem historycznym i kulturowym Sosnowiec leży w Małopolsce, w dawnej ziemi krakowskiej, a niewielka część na Górnym Śląsku, którego skrawek znalazł się w granicach miasta na skutek zmian administracyjnych pod koniec 1960 r..

## Nazwa miasta
Miasto powstało w wyniku procesów urbanizacyjnych, polegających na połączenia wielu miejscowości. Ich historyczne nazwy zostały odnotowane w dawnych tekstach źródłowych. W ukończonej w latach 1470–1480 księdze „Liber beneficiorum dioecesis Cracoviensis” Jan Długosz umieścił nazwy wsi Klimontów w formach „Clymonthow” oraz „Clymuntow”, Zagórze w formie „Zagorze”, Sielec w formie „Szyedlecz”, Porąbka w formie „Porambka” oraz Pogoń w formie „Pogonya”. Wzmianka o osadzie, której nazwa zapewne pochodzi od borów sosnowych, porastających jej okolice przed 1830 r., odpowiadającej nazwie dzisiejszego Sosnowca, pojawiła się w źródłach historycznych w XVII wieku. Miejscowość pojawiła się na mapie Polski Karola de Perthéesa z 1787 r. jako osada Sosnowka. W czasach Cesarstwa Rosyjskiego upowszechniła się oficjalna nazwa wsi, a potem miasta Sosnowice, co znajduje odzwierciedlenie w licznych dokumentach z tamtego okresu. „Słownik geograficzny Królestwa Polskiego”, wydany w latach 1880–1902, notuje zmienioną nazwę miasta „Sosnowiec”, co świadczy o tym, że jego współczesna nazwa została w tym okresie formalnie utrwalona. W latach 1939–1945 dla miasta funkcjonowała niemiecka nazwa okupacyjna Sosnowitz.

## Zarys historyczny
Do najstarszych śladów osadnictwa w Sosnowcu należą znaleziska z cmentarzyska łużyckiego na terenie dzielnic Pogoń i Sielec, które są wstępnie datowane na okres epoki brązu i wczesną epokę żelaza. Udokumentowana historia osadnictwa na terenach dzisiejszego Sosnowca sięga czasów piastowskich. Pierwsze wzmianki o Klimontowie, Milowicach i Zagórzu pochodzą z 1228 r. Później dokumenty wymieniają Sielec (1361 r.), Pogoń (1345 r.) i Porąbkę (1326 r.). Pod koniec XVI stulecia pojawiają się najstarsze zapiski o Niwce i Niemcach (dzisiejszych Ostrowach Górniczych), a w połowie XVII wieku o Środuli oraz osadzie Mrowisko, która z czasem przekształciła się w prywatne miasto Modrzejów. Do 1790 r., kiedy nad ustawami procedował Sejm Wielki, większość wymienionych osad leżała w województwie krakowskim, zaś pozostała część leżała w księstwie siewierskim pod panowaniem biskupów krakowskich (ostatecznie księstwo to zostało bezpośrednio włączone w granice Rzeczypospolitej w 1790 roku). Po ostatnim rozbiorze Polski w 1795 r. obszar obecnego miasta Sosnowiec (z wyjątkiem Jęzora) stał się przejściowo częścią tzw. prowincji Nowy Śląsk pod administracją Królestwa Prus (zaboru pruskiego). W 1807 r. w wyniku wojen napoleońskich został wyzwolony i włączony do Księstwa Warszawskiego. Po upadku Napoleona, od 1815 aż do 1914 r., osady dzisiejszego miasta weszły w skład Królestwa Polskiego będącego częścią Cesarstwa Rosyjskiego (zabór rosyjski). W 1848 r. do granicy Królestwa Polskiego z Cesarstwem Austriackim w Maczkach doprowadzona została Kolej Warszawsko-Wiedeńska, dla której w 1859 r. powstało połączenie z Koleją Górnośląską Królestwa Prus, prowadzące przez obszar osady Sosnowice. W 1887 r. uruchomiono, w ramach tzw. Kolei Iwanogrodzko-Dąbrowskiej, połączenie szerokotorowe z Dęblinem. Budowa kolei transgranicznej i rosyjsko-pruska wojna celna w latach 70. XIX wieku dały impuls do rozwoju osady, w której od 1806 r. rozwijało się górnictwo, a od 1822 r. hutnictwo cynku. W drugiej połowie XIX wieku do Zagłębia Dąbrowskiego przybyli z Saksonii Lamprechtowie, Schönowie i Dietlowie oraz Renardowie ze Śląska, którzy poprzez swoje inwestycje przyczynili się do dynamicznego rozwoju przemysłu i wzrostu liczby ludności w okolicy. Wieś Sosnowice obwołano miastem na podstawie ukazu cara Rosji Mikołaja II z 10 czerwca 1902 r. z inicjatywy sosnowieckich przemysłowców.

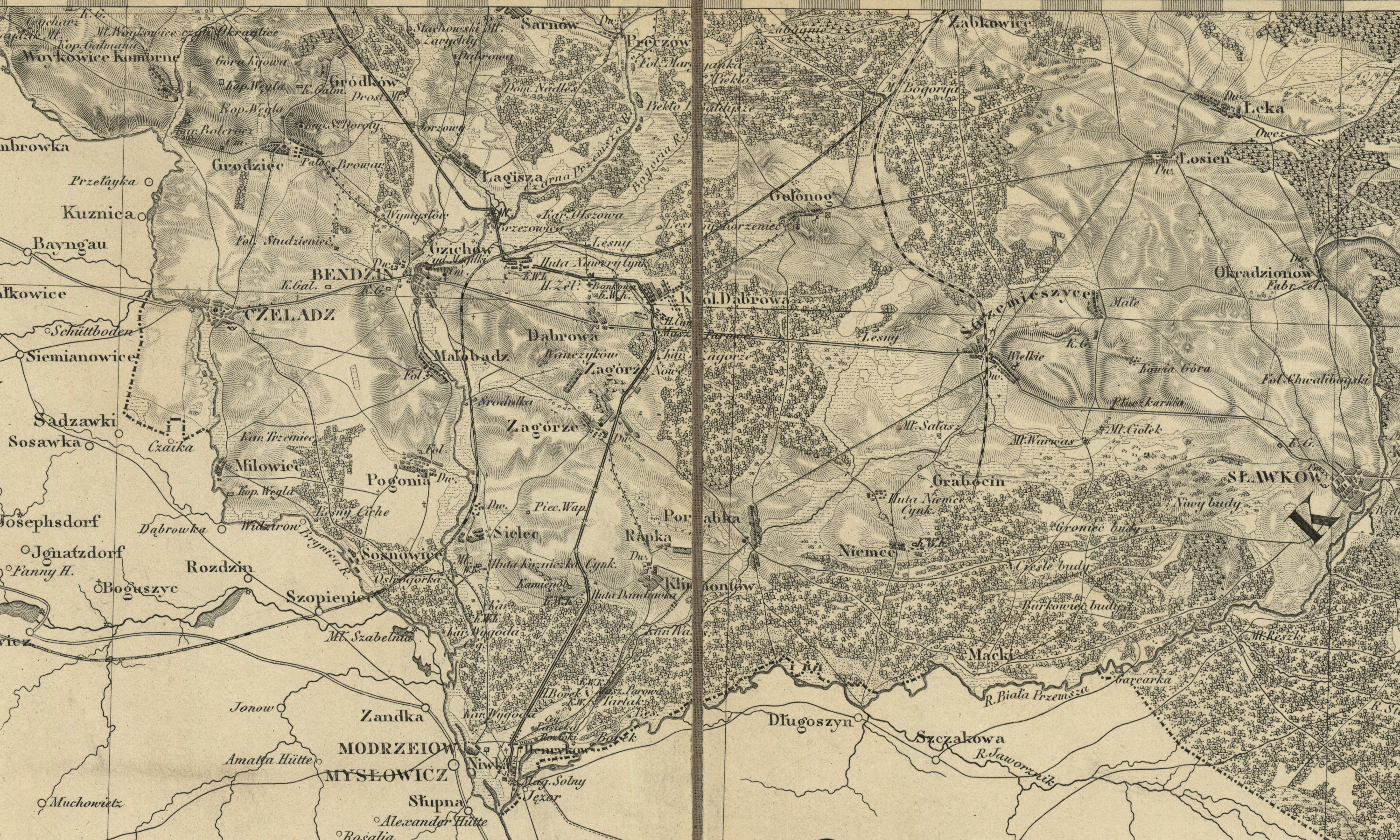
Mapa Zagłębia Dąbrowskiego po 1859 r

 W celu utworzenia miasta Sosnowice, decyzją monarchy połączono miejscowości Stary Sosnowiec, Nowy Sosnowiec, Sielec, Środulka, Kuźnica, Ostra Górka, Pogoń, Radocha i osada Blumenthala. W momencie utworzenia miasto miało obszar 19 km² i blisko 60 tys. mieszkańców. Posiadało własną prasę, teatr zawodowy, rozwinięte lecznictwo ze szpitalem. Przy znacznym udziale napływającej do miasta ludności żydowskiej rozwinął się handel i usługi. W lutym 1905 r. rozpoczęto w Sosnowcu strajk generalny w wyniku którego, stanęły największe zakłady, a na terenie huty „Katarzyna” doszło do masakry robotników. Na przełomie października i listopada 1905 r. doszło do nieudanej próby obalenia rosyjskich władz powiatowych w Będzinie i upadku tzw. Republiki Zagłębiowskiej, wywołując carskie represje. W 1906 r. Sosnowiec, z liczbą przekraczającą 63 tys., stał się trzecim co do ilości mieszkańców, po Warszawie i Łodzi, miastem w Królestwie Polskim. Na początku sierpnia 1914 r. Zagłębie Dąbrowskie zostało zajęte przez wojsko niemieckie, które rozpoczęło planową akcję niszczenia i rozkradania sosnowieckich zakładów przemysłowych. Okręg dąbrowski został rozdzielony w styczniu 1915 r. na niemiecką i austriacką strefę okupacyjną, w wyniku czego podjęto decyzję o włączeniu w obszar Sosnowca Dębowej Góry, Konstantynowa, Pekinu, Środuli, Milowic i Modrzejowa.
Przy aktywnym udziale miejscowej ludności, w czasie I wojny światowej i powstań śląskich w 1921 r., zakończono kształtować granice niepodległej Polski i tym samym odebrano miastu korzystne przygraniczne położenie. Po odzyskaniu przez Polskę niepodległości w 1918 roku Sosnowiec, wraz z całym Zagłębiem Dąbrowskim, został włączony w skład województwa kieleckiego i stał się trzecim, po Częstochowie i Radomiu, co do wielkości miastem województwa kieleckiego (przed Kielcami będącymi na czwartym miejscu). Sosnowiec, liczący po wojnie ponad 86 tys. mieszkańców, odbudował swój potencjał gospodarczy i w 1934 r. zyskał status miasta na prawach powiatu. W 1927 r. miasto stało się siedzibą Izby Przemysłowo-Handlowej, a w 1928 r. uruchomiona została pierwsza linia tramwajowa.
4 września 1939 r. Sosnowiec został zajęty przez wojska niemieckie i już tego samego dnia Niemcy zaczęli dokonywać egzekucji. W okresie okupacji niemieckiej został bezpośrednio włączony do hitlerowskiej Rzeszy. Planowa akcja eksterminacji żydów i sosnowieckich elit (w kwietniu i maju 1940 r. Niemcy przeprowadzili tzw. „Intelligenzaktion”, aresztowano wówczas inżynierów, nauczycieli, techników i urzędników; mała część z nich wróciła do domów, tylko nielicznej części pozostałych osób udało się przeżyć obóz koncentracyjny w Dachau) w warunkach wojennych doprowadziła do spadku liczby ludności ze 130 tys. w 1939 r. do 86 tys., a z 26 tys. Żydów przeżyła jedynie ukryta garstka.
27 stycznia 1945 r. do miasta wkroczyły oddziały Armii Czerwonej kończąc okres okupacji niemieckiej, ale jednocześnie wprowadzając w mieście nowy komunistyczny porządek. W warunkach funkcjonowania znacjonalizowanych zakładów przemysłowych podjęto odbudowę gospodarki powojennego Sosnowca. W 1953 r. do obszaru miasta włączono obszar gminy Niwka z Niwką, Bobrkiem, Borem i Dańdówką oraz osiedle Jęzor, a w 1960 r. fragment Katowic ze Stadionem Ludowym. 16 września 1967 r. odsłonięto w dzielnicy Sielec Pomnik Czynu Rewolucyjnego, pod którym w 1972 r. gościł przywódca Kuby, Fidel Castro, a w 1974 r. przywódca Związku Radzieckiego, Leonid Breżniew. W wyniku decyzji politycznych w 1972 r. rozpoczęto budowę Huty „Katowice” w Dąbrowie Górniczej. Rozpoczęte na szeroką skalę prace objęły obszar całego Zagłębia Dąbrowskiego, znacznie przeobrażając układ urbanistyczny Sosnowca poprzez przebudowę szlaków komunikacyjnych i budowę nowych osiedli mieszkaniowych dla napływającej ludności. W 1975 r. do terenu Sosnowca zostały przyłączone obszary miast Zagórze, Klimontów oraz Kazimierz Górniczy z Porąbką i Maczkami, tworząc jego kolejne dzielnice.
W 1990 r. zaistniała potrzeba sprywatyzowania przedsiębiorstw państwowych znajdujących się na terenie miasta. W wyniku procesów przewłaszczeniowych, które doprowadziły je do likwidacji, miasto straciło niemal cały potencjał gospodarczy pochodzący z przemysłu ciężkiego. Wskutek reformy samorządowej od 1 stycznia 1999 r. Sosnowiec został na nowo miastem na prawach powiatu. 14 czerwca 1999 r., w czasie VII pielgrzymki do Polski, papież Jan Paweł II odwiedził miasto, spotykając się z mieszkańcami na placu przy ulicy Gwiezdnej, w dzielnicy Klimontów, gdzie wzniesiony został pomnik upamiętniający to wydarzenie.

## Uwarunkowania geograficzne

### Położenie

Sosnowiec, Plac Stulecia i pomnik Jana Kiepury (2020)

Sosnowiec położony jest na Wyżynie Śląskiej, w obrębie wschodniej części Płaskowyżu Bytomsko-Katowickiego. Pod względem geologicznym miasto położone jest na monoklinie śląsko-krakowskiej, która znajduje się na platformie paleozoicznej. Jest jednym z ośrodków centralnych konurbacji górnośląskiej. Według danych GUS z dnia 1 stycznia 2023 r. powierzchnia miasta wynosiła 91,16 km².
Sosnowiec graniczy:
- od południowego zachodu z Katowicami
- od południa z Mysłowicami i Jaworznem
- od wschodu ze Sławkowem
- od północy z Czeladzią, Będzinem i Dąbrową Górniczą[35]

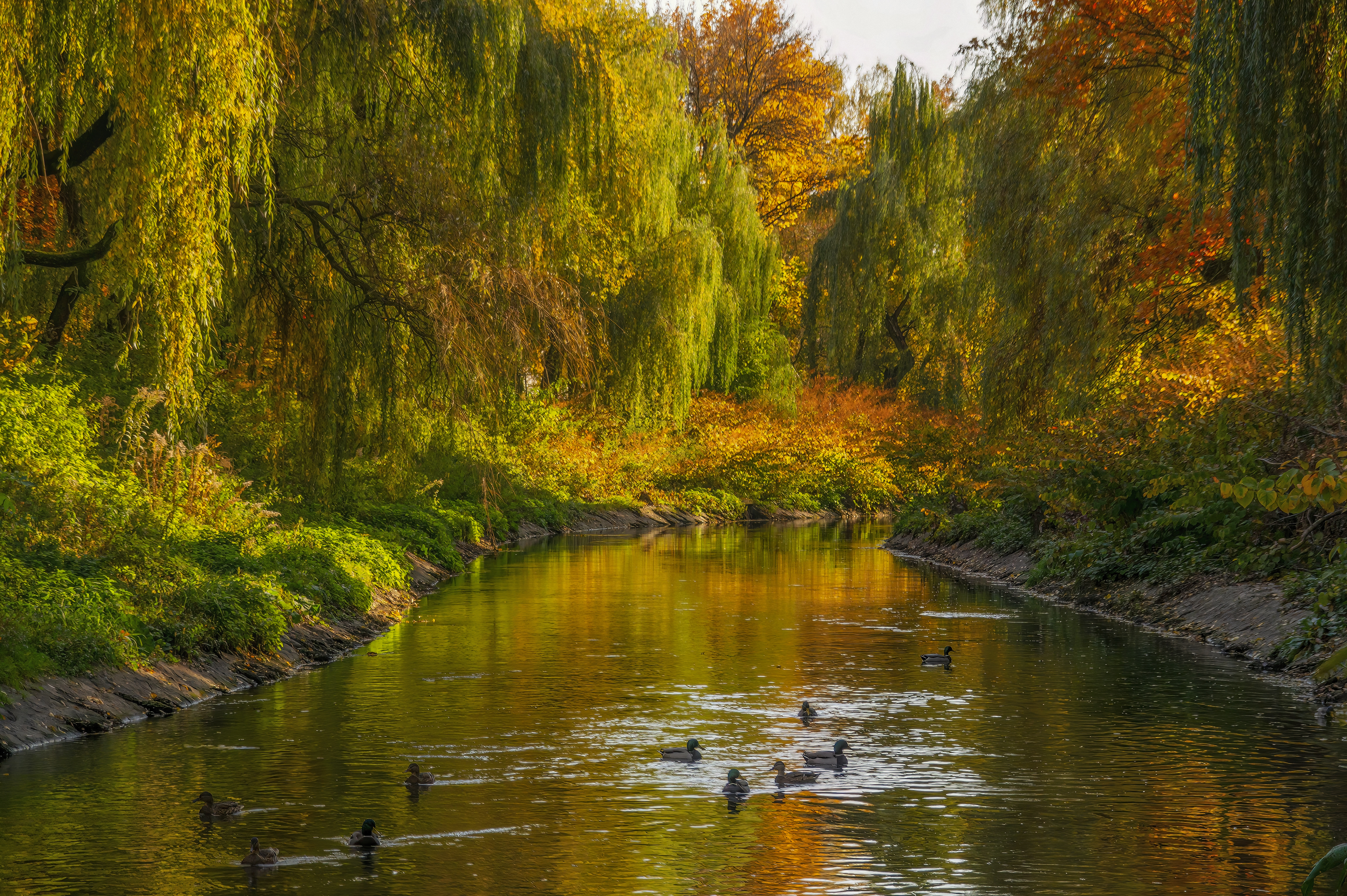
Czarna Przemsza na wysokości Parku Sieleckiego

### Rzeki i inne cieki
- Czarna Przemsza, Biała Przemsza, Brynica, Bobrek, Potok Zagórski, Jamki, potok Dańdówka

### Zbiorniki wodne
- Staw „Balaton” w dzielnicy Porąbka, staw „Leśna” w dzielnicy Kazimierz, staw „Stawiki” w dzielnicy Stary Sosnowiec

## Administracja

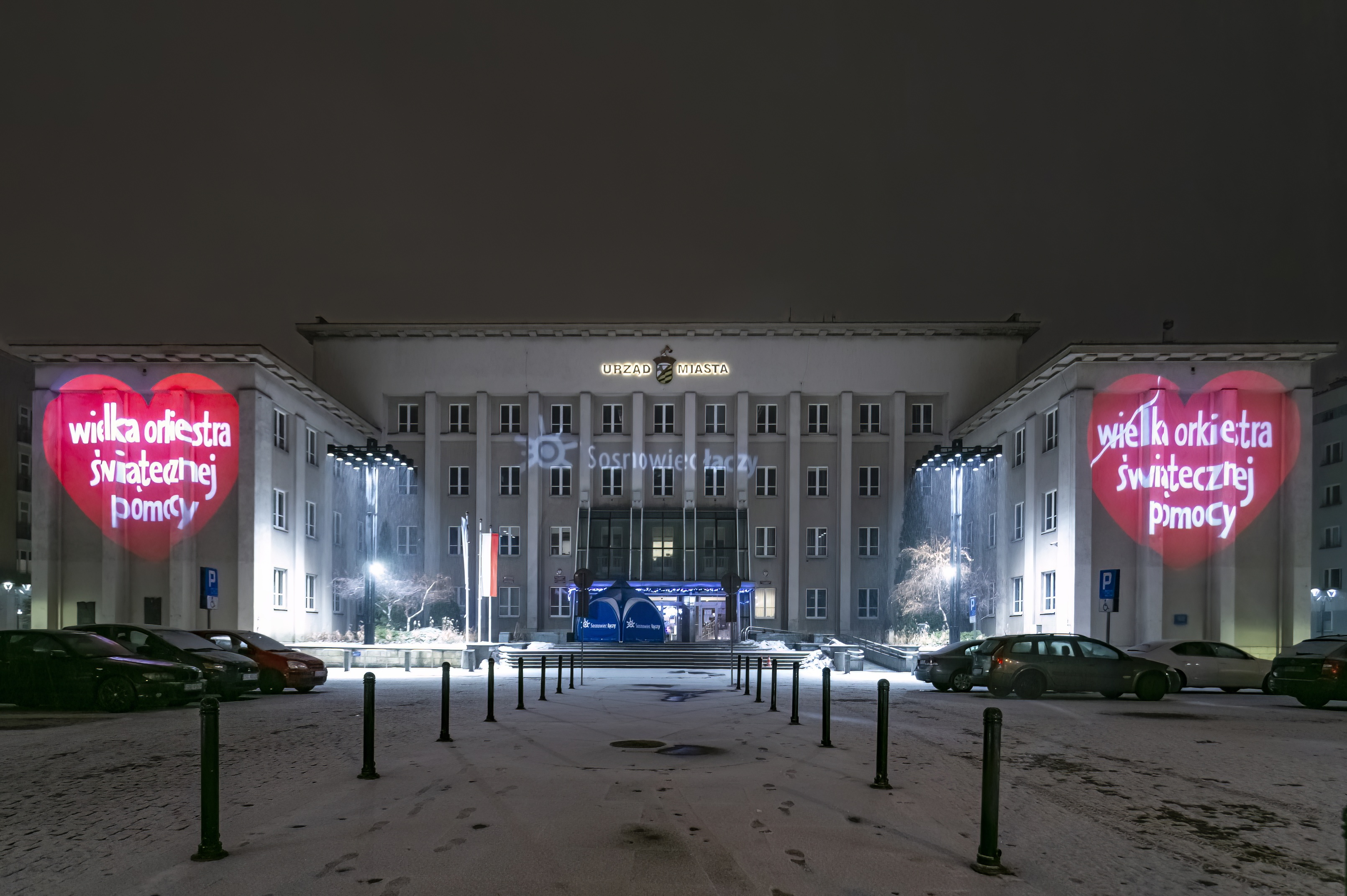
Siedziba Urzędu Miejskiego w Sosnowcu przy Alei Zwycięstwa

Sosnowiec jest miastem na prawach powiatu. Mieszkańcy wybierają do Rady Miejskiej w Sosnowcu 25 radnych. Organem wykonawczym samorządu jest prezydent miasta, którym jest od 5 grudnia 2014 r. Arkadiusz Chęciński. Funkcję I zastępcy prezydenta sprawuje Michał Zastrzeżyński. Zastępcami są także Jeremiasz Świerzawski i Michał Wcisło. Pieczę nad finansami miasta sprawuje Anna Gabryś, a funkcję sekretarza miasta pełni Grzegorz Frugalski.

## Podział terytorialny

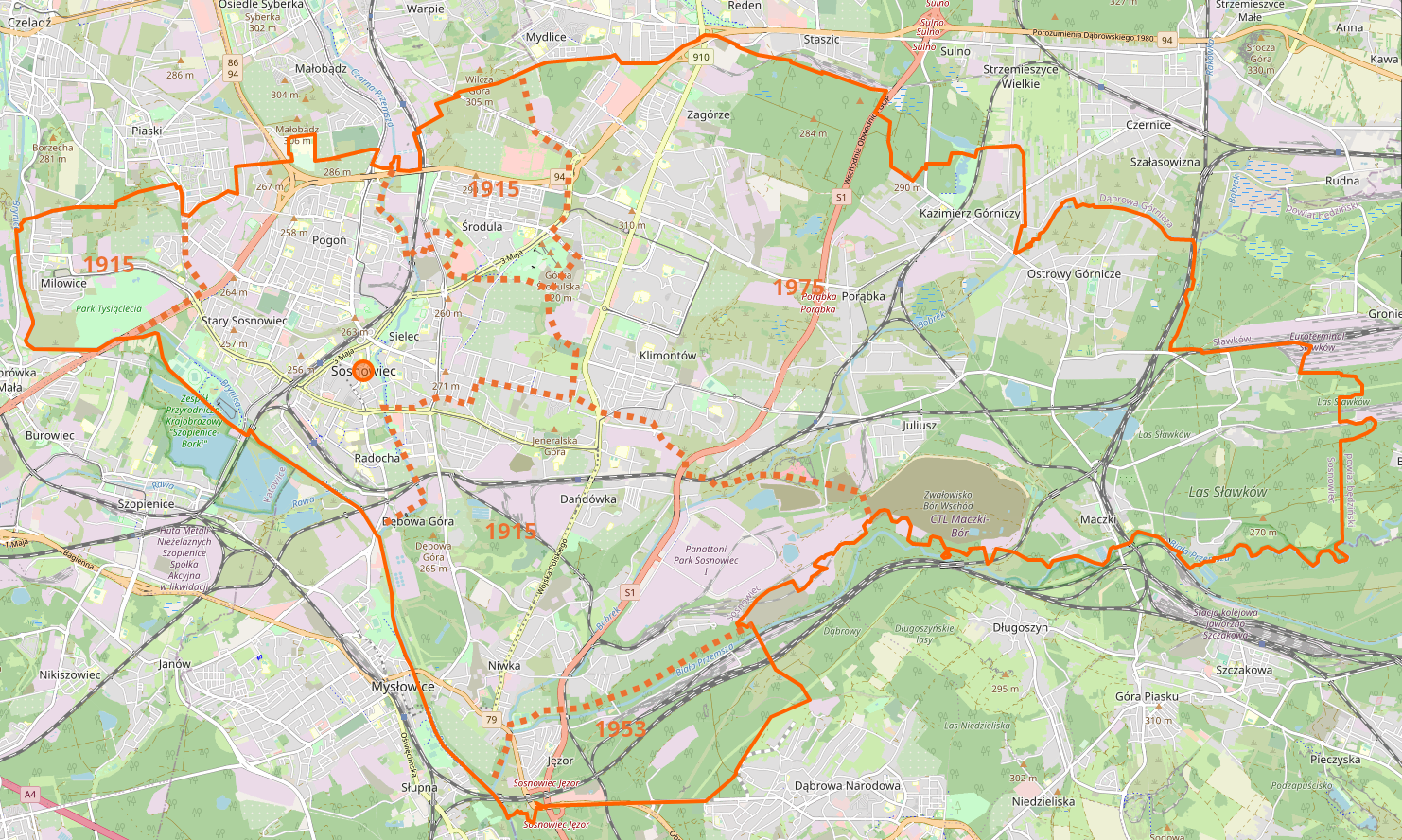
Rozwój terytorialny Sosnowca

Terytorium Sosnowca można podzielić w pierwszym stopniu na następującego rodzaju jednostki:
- dzielnice historyczne (wyróżnia się ich od 20 do 30)[39]
- dzielnice – jednostki pomocnicze gminy Sosnowiec (aktualnie 8)
- obręby ewidencyjne urzędu miasta (aktualnie 10), podzielone w drugim stopniu na mniejsze, numerowane jednostki[40]
- części miasta według Krajowego Rejestru Urzędowego Podziału Terytorialnego Kraju TERYT (aktualnie 30)[41]
- rejony obowiązywania kodów pocztowych (aktualnie 20)[42]

| Bobrek (943434)      | Feliks (943486)  | Kazimierz (943530)          | Maczki (943581)    | Nowe Zawodzie (943635)    | Stare Zawodzie (943687)  |
| Bór (943440)         | Jęzor (943492)   | Klimontów (943546)          | Mec (943598)       | Ostrowy Górnicze (943641) | Stary Sosnowiec (943693) |
| Cieśle (943457)      | Józefów (943500) | Kolonia Przyszłość (943552) | Milowice (943606)  | Pogoń (943658)            | Środula (943701)         |
| Dańdówka (943463)    | Juliusz (943517) | Konstantynów (943569)       | Modrzejów (943612) | Porąbka (943664)          | Śródmieście (943428)     |
| Dębowa Góra (943470) | Kalety (943523)  | Ludmiła (943575)            | Niwka (943629)     | Sielec (943670)           | Zagórze (943718)         |

### Dzielnice zwyczajowe i jednostki pomocnicze gminy

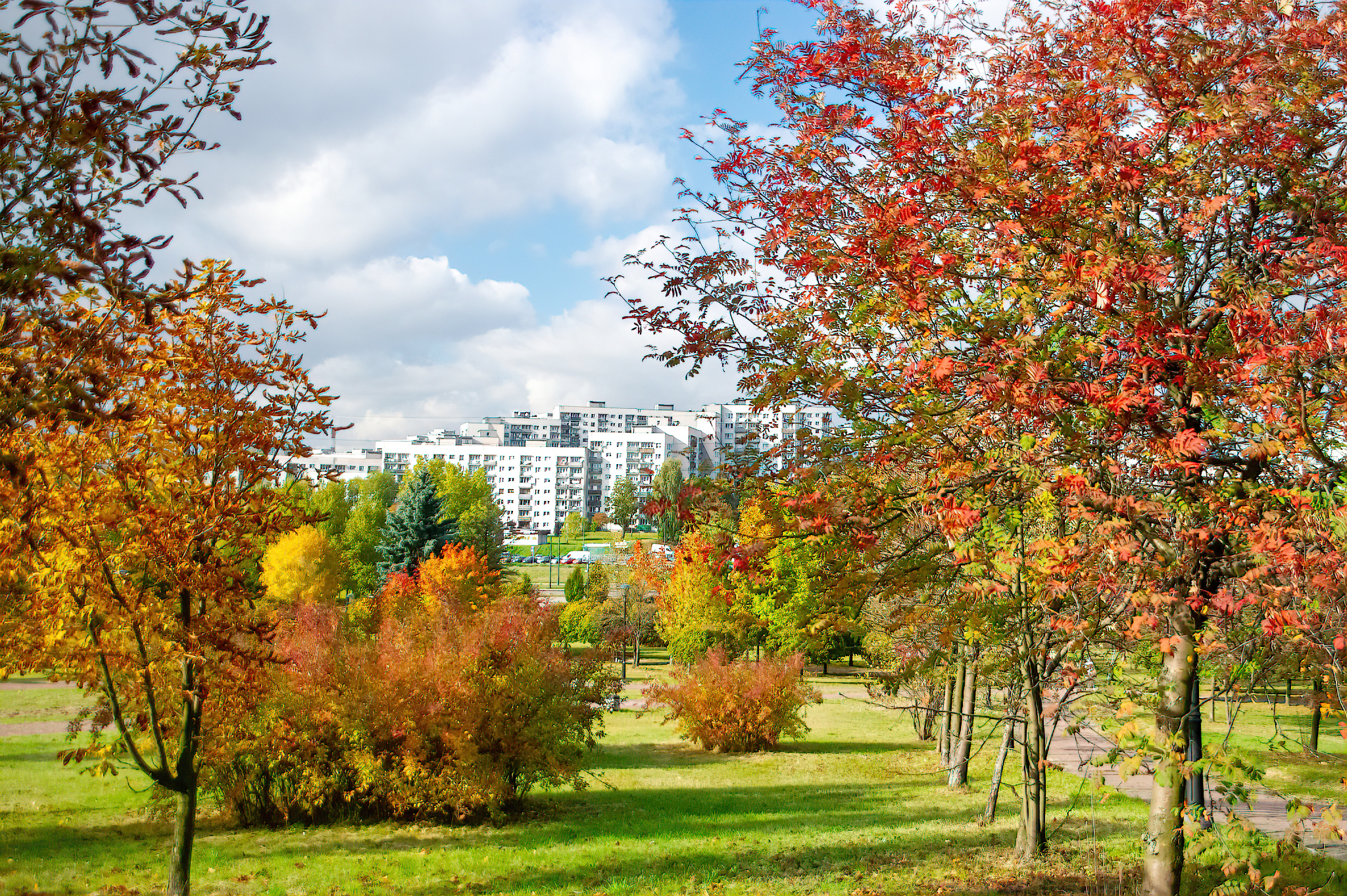
Dzielnica Środula

Dzielnice zwyczajowe to dawne miasta, osady typu miejskiego, gminy i gromady wiejskie, wsie, przysiółki i kolonie, a także utrwalone w świadomości mieszkańców oficjalne lub zwyczajowe nazwy osiedli mieszkaniowych i innych charakterystycznych rejonów mieszkalnych bez dzielnicowych struktur administracyjnych. Dzielnice tak rozumiane współtworzą miasto Sosnowiec po tym, gdy okoliczne wsie i osady stały się jego częścią w 1902 r., kiedy miasto otrzymało prawa miejskie oraz w drodze przyłączeń na mocy decyzji administracyjnych. Nazwy dzielnic odpowiadają historycznym nazwom przyłączonych miast i wsi. Biorąc pod uwagę największe, Sosnowiec tworzą Śródmieście, Milowice, Pogoń, Stary Sosnowiec, Sielec, Dębowa Góra, Zagórze, Środula, Dańdowka, Niwka, Modrzejów, Bór, Jęzor, Klimontów, Porąbka, Kazimierz Górniczy, Ostrowy Górnicze oraz Maczki.

Dzielnicami miasta wydzielonymi zwyczajowo, które trwają w świadomości mieszkańców, ale w oderwaniu od aspektu historycznego są m.in., wchodząca w skład Śródmieścia Abisynia (Osiedle Naftowa), osiedle Piastów w Starym Sosnowcu, osiedle Rudna i Wygwizdów na Pogoni, Środulka na Środuli.

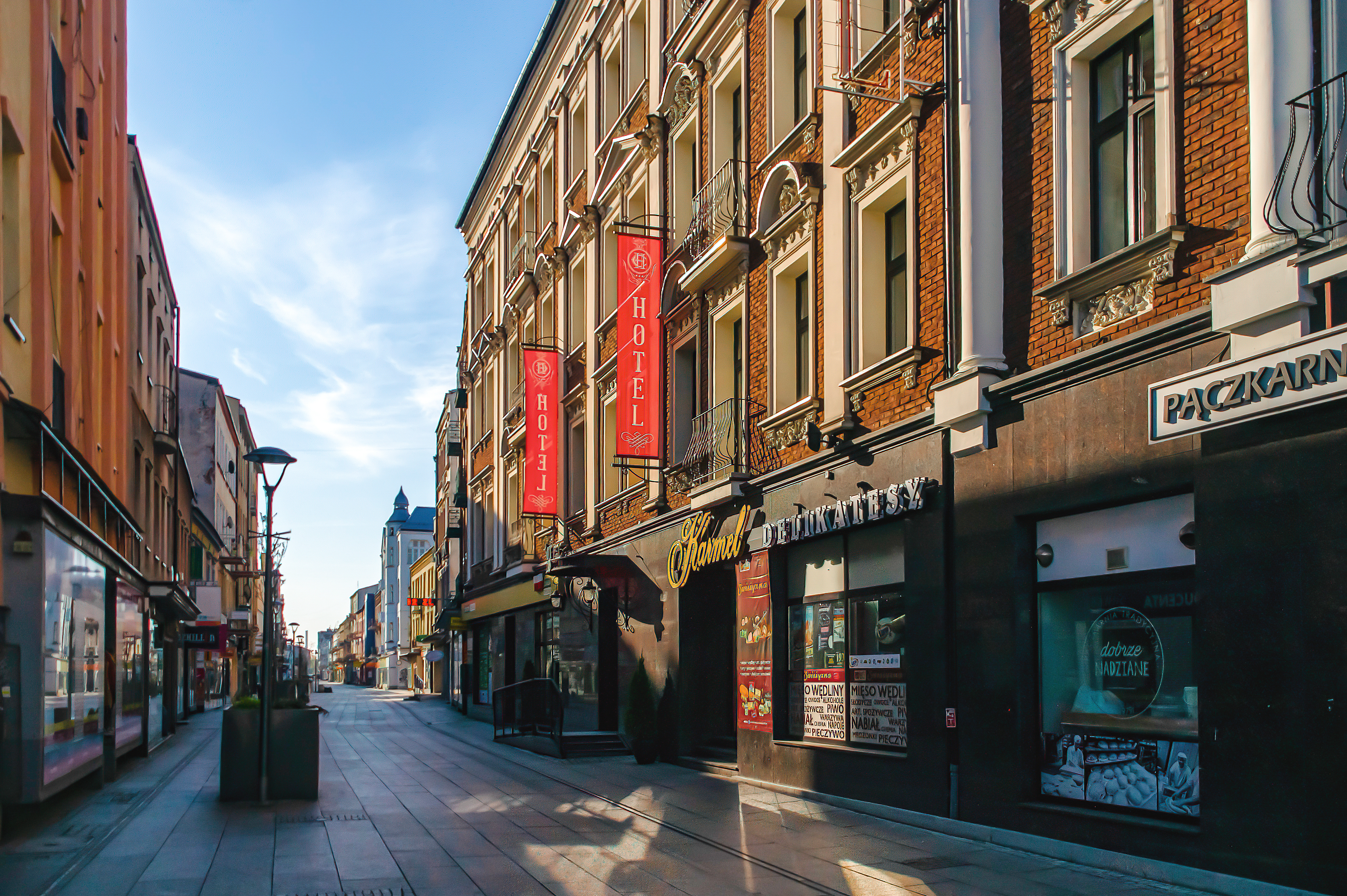
Śródmieście, ulica Modrzejowska

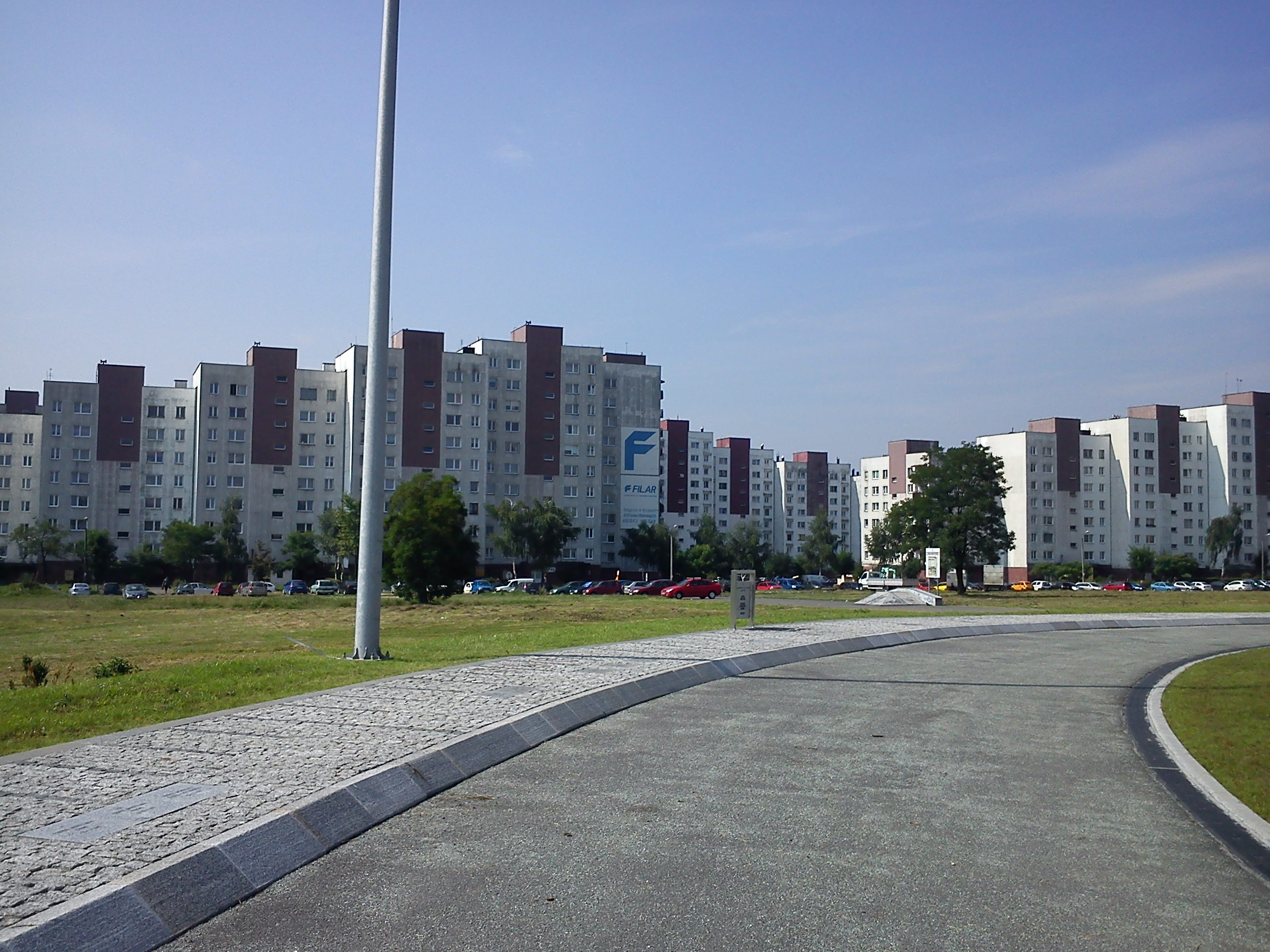
Dzielnica Zagórze

Z inicjatywy mieszkańców, w obrębie miasta zostały utworzone przez Radę Miejską w Sosnowcu dzielnice, będące jednostkami pomocniczymi gminy:
- Południe – od 2004 r.
- Środula – od 2012 r.
- Maczki – od 2012 r.
- Ostrowy Górnicze – od 2014 r.
- Juliusz – od 2014 r.
- Kazimierz Górniczy – od 2014 r.
- Porąbka – od 2015 r.
- Dańdówka – od 2019 r.[44]

Władze Sosnowca przyjęły koncepcję tworzenia jednostek pomocniczych gminy dla danego obszaru miasta, na wniosek społeczności lokalnych. Odmiennym rozwiązaniem byłby jednolity podział całej gminy przez Radę Miejską na dzielnice, zarządzane przez rady dzielnic. Obecnie większa część obszaru Sosnowca nie jest podzielona na jednostki pomocnicze.
Aktualnie istnieją grupy inicjatywne mieszkańców dążące do utworzenia kolejnych jednostek pomocniczych gminy, na przykład:
- dzielnicy Zagórze[45]
- dzielnicy Pogoń
- dzielnicy Stary Sosnowiec

## Gospodarka

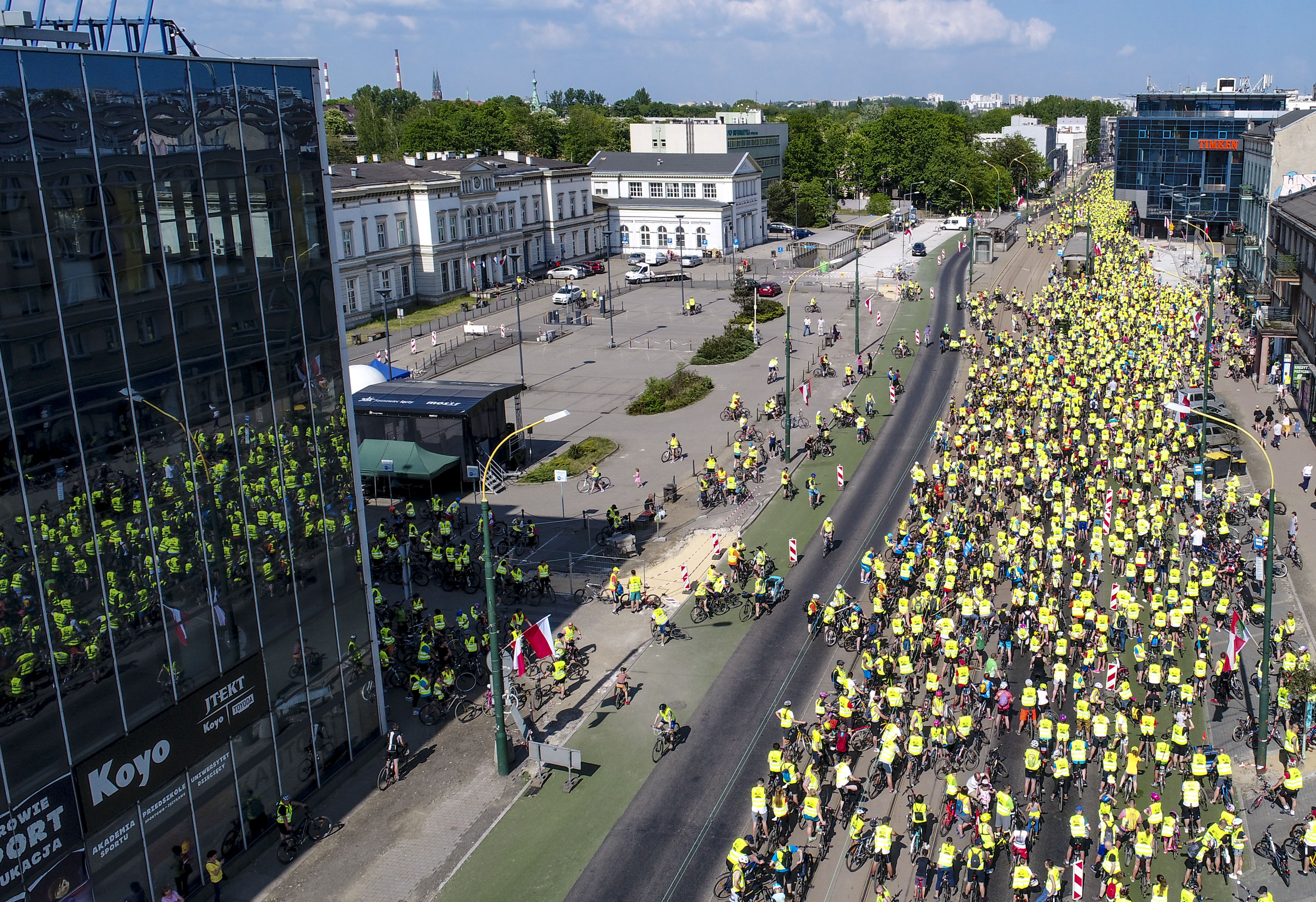
Sosnowiec, ul. 3 Maja.

Sosnowiec powstał jako miasto przemysłowe za sprawą szybkiego rozwoju przemysłu ciężkiego. Zawdzięcza go głównie dogodnej nadgranicznej lokalizacji na skrzyżowaniu szlaków drogowych i kolejowych. Po 1989 r. w mieście nastąpiła restrukturyzacja przemysłu, w wyniku której doszło do całkowitej likwidacji zakładów wydobywczych i włókienniczych oraz większości metalurgicznych. Zmianie uległ profil rozwoju miasta, który z górniczo-hutniczego przekształcił się w przemysłowo-handlowy, z uwzględnieniem warunków lokalizacyjnych.
Na koniec grudnia 2023 r. liczba zarejestrowanych bezrobotnych w Powiatowym Urzędzie Pracy w Sosnowcu obejmowała 3774 mieszkańców, co stanowi stopę bezrobocia na poziomie 5,5%.

## Demografia
Sosnowiec zajmuje pierwsze miejsce pod względem liczby mieszkańców w Zagłębiu Dąbrowskim, trzecie po Katowicach i Częstochowie w województwie śląskim i siedemnaste w Polsce. Według stanu na dzień 31 grudnia 2023 r. miasto liczyło 187 115 mieszkańców.
- Wykres przedstawiający liczbę ludności Sosnowca od czasu uzyskania praw miejskich w 1902 r.[50]

W okresie powojennym najbardziej dynamiczny wzrost liczby ludności Sosnowca miał miejsce w latach 70. XX wieku. Wynikał on nie tylko z rozbudowy osiedli mieszkaniowych, ale przede wszystkim z powiększenia obszaru miasta w 1975 r. i włączenia w jego skład dotychczasowych samodzielnych ośrodków: miast Zagórze, Kazimierz Górniczy i Klimontów oraz osiedla Maczki. Dzięki temu Sosnowiec już w 1977 r. stał się miastem ponad dwustutysięcznym (204 630 mieszkańców). Dalszy wzrost liczby mieszkańców miasta nastąpił wskutek budowy nowych osiedli mieszkaniowych, głównie dla pracowników Kombinatu Metalurgicznego „Huta Katowice” w Dąbrowie Górniczej. W 1981 r. Sosnowiec stał się miastem ćwierćmilionowym i był nim do 1993 r.. Największą liczbę mieszkańców w mieście odnotowano w 1987 r. – wg danych GUS 259 580 mieszkańców.
Od początku lat 90. XX wieku trwa stały spadek liczby ludności Sosnowca. Wynika on nie tylko z ubytków naturalnych ludności, ale również ujemnego salda migracji. Procesy te spowodowane zostały przede wszystkim przemianami społeczno-gospodarczymi, w wyniku których gospodarka miasta, oparta przede wszystkim na przemyśle ciężkim, znacznie podupadła.

## Ochrona środowiska
Na przestrzeni ostatnich lat Sosnowiec przeobraził się z przemysłowego ośrodka o dominacji przemysłu ciężkiego i górniczego w ośrodek o charakterze handlowo-usługowo-przetwórczym. Zmiany te dostrzegane są również w zakresie poprawy stanu środowiska naturalnego. Pomiary prowadzone przez jednostki współpracujące w ramach państwowego monitoringu środowiska naturalnego wskazują w ostatnich latach na poprawę jego jakości. Według raportu Światowej Organizacji Zdrowia w 2016 r. Sosnowiec został sklasyfikowany jako 35 najbardziej zanieczyszczone miasto Unii Europejskiej.
Sosnowiec podpisał deklarację przystąpienia do międzynarodowej platformy NAZCA. Okazją do przystąpienia do platformy był szczyt miast „Miasta dla klimatu”, który odbył się 5 grudnia 2018 r. w Katowicach jako jedno z wydarzeń towarzyszących 24. Konferencji Narodów Zjednoczonych w sprawie zmian klimatu.

## Transport

### Transport drogowy

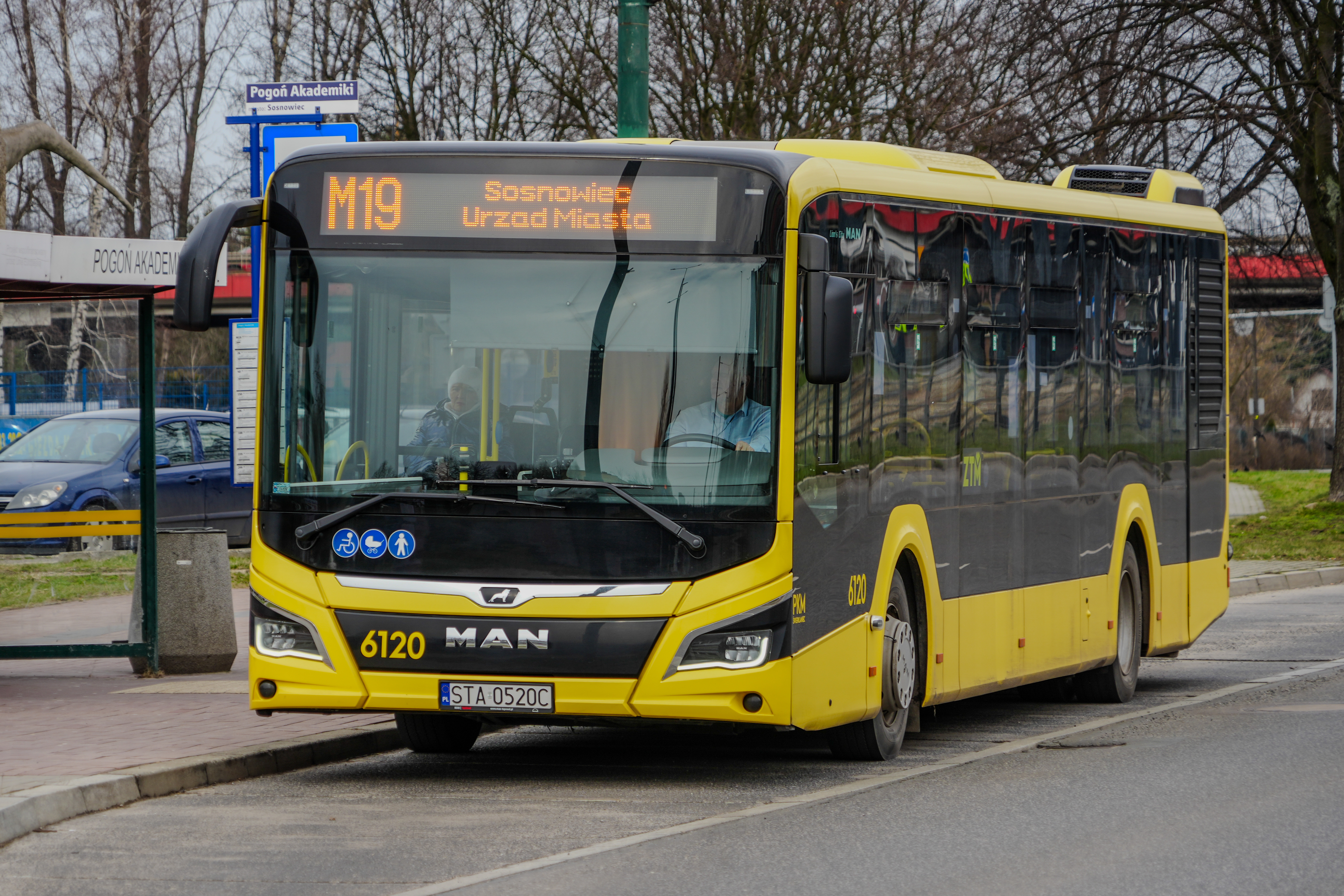
Linia M19 -> GZM

Łączna długość wszystkich dróg w Sosnowcu wynosi 333,5 km, w tym: drogi krajowe – 12,0 km, drogi powiatowe – 101,7 km, drogi gminne – 219,8 km. W pobliżu Sosnowca przebiega autostrada A4 – odległość ze Śródmieścia do jej węzłów wynosi:
- Murckowska w Katowicach – 9 km
- Brzęczkowice w Mysłowicach – 10 km

Przez miasto przebiegają:
- 1 droga krajowa nr 1 (Gdańsk – Mysłowice – Gorzyczki/Zwardoń)
- 79 droga krajowa nr 79 (Warszawa – Kraków – Bytom)
- 86 drogą krajową nr 86 (Podwarpie – Katowice – Tychy)
- 94 droga krajowa nr 94 (Zgorzelec – Wrocław – Bytom – Kraków – Korczowa)
- S1 droga ekspresowa S1 (Zwardoń – Mysłowice – Pyrzowice)
- S86 droga ekspresowa S86 (Sosnowiec – Katowice)
- E40 trasa europejska E40 (Dunkierka – Zgorzelec – Korczowa – Ridder)
- E75 trasa europejska E75 (Vardø – Sitia)

W 2023 roku Sosnowiec, według rankingu przygotowanego przez Oponeo.pl i Yanosik, jest jednym z najbardziej przyjaznych kierowcom miast do 300 tysięcy mieszkańców w Polsce. Miasto wyróżnia się bezpłatnym parkowaniem. Płynność ruchu drogowego w Sosnowcu jest oceniana jako powyżej przeciętnej, ustępując jedynie takim miastom jak Katowice i Gliwice. Niska liczba kolizji w mieście wpływa na obniżenie kosztów ubezpieczeń OC dla mieszkańców, co dodatkowo podnosi komfort korzystania z dróg. W 2022 roku Sosnowiec poczynił znaczący postęp w rozwoju infrastruktury dla samochodów elektrycznych, zwiększając liczbę stacji ładowania z 9 do 43, co stanowi wzrost o 378%. Rozbudowa sieci stacji ładowania wpisuje się w działania na rzecz zrównoważonego transportu i przyjazności dla środowiska. W zakresie usług carsharingu Sosnowiec pozostaje w tyle w porównaniu z innymi miastami, posiadając jedynie 22 samochody na wynajem. Dla porównania, w Gdyni liczba dostępnych pojazdów wynosi 332.

### Transport kolejowy

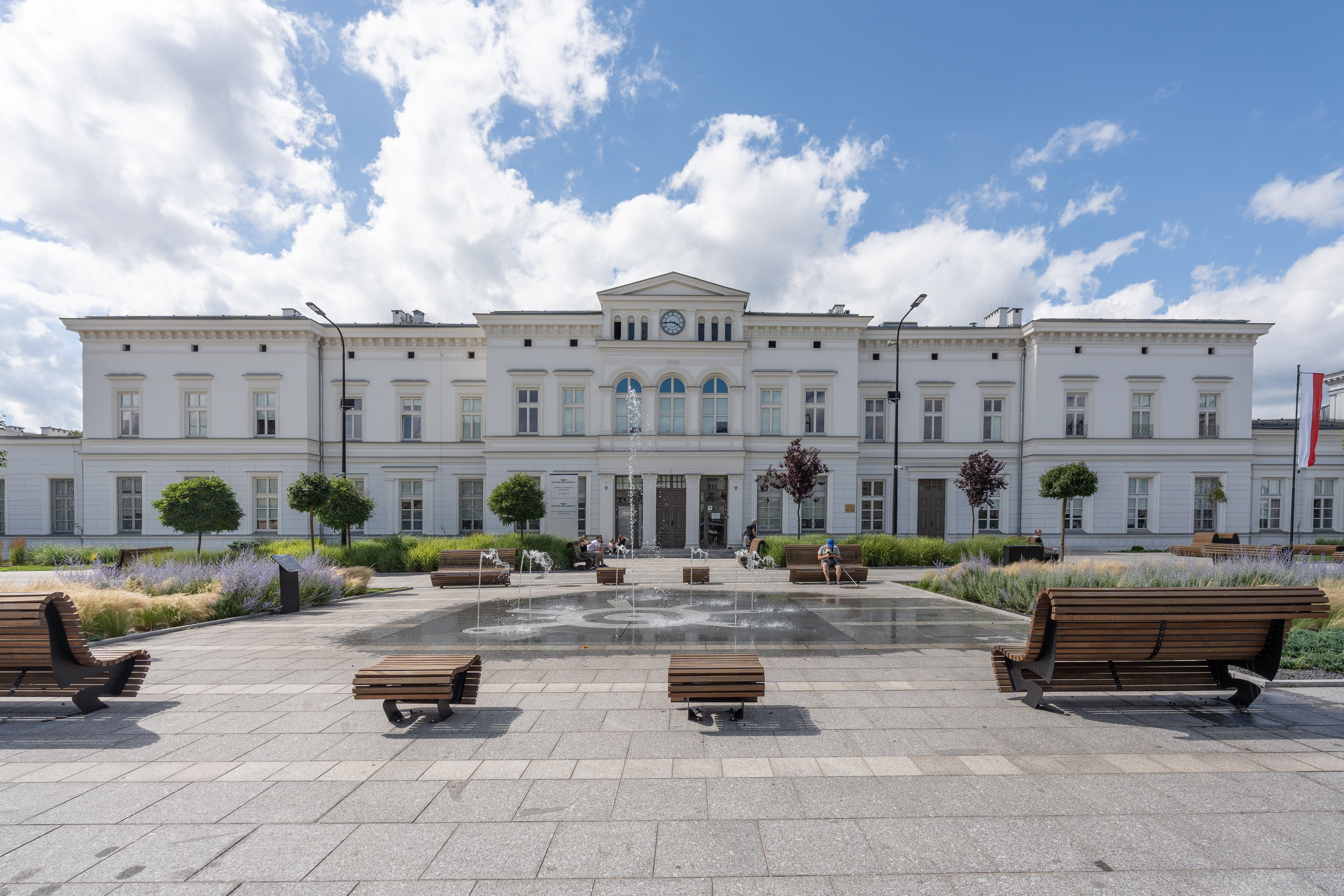
Dworzec kolejowy Sosnowiec Główny

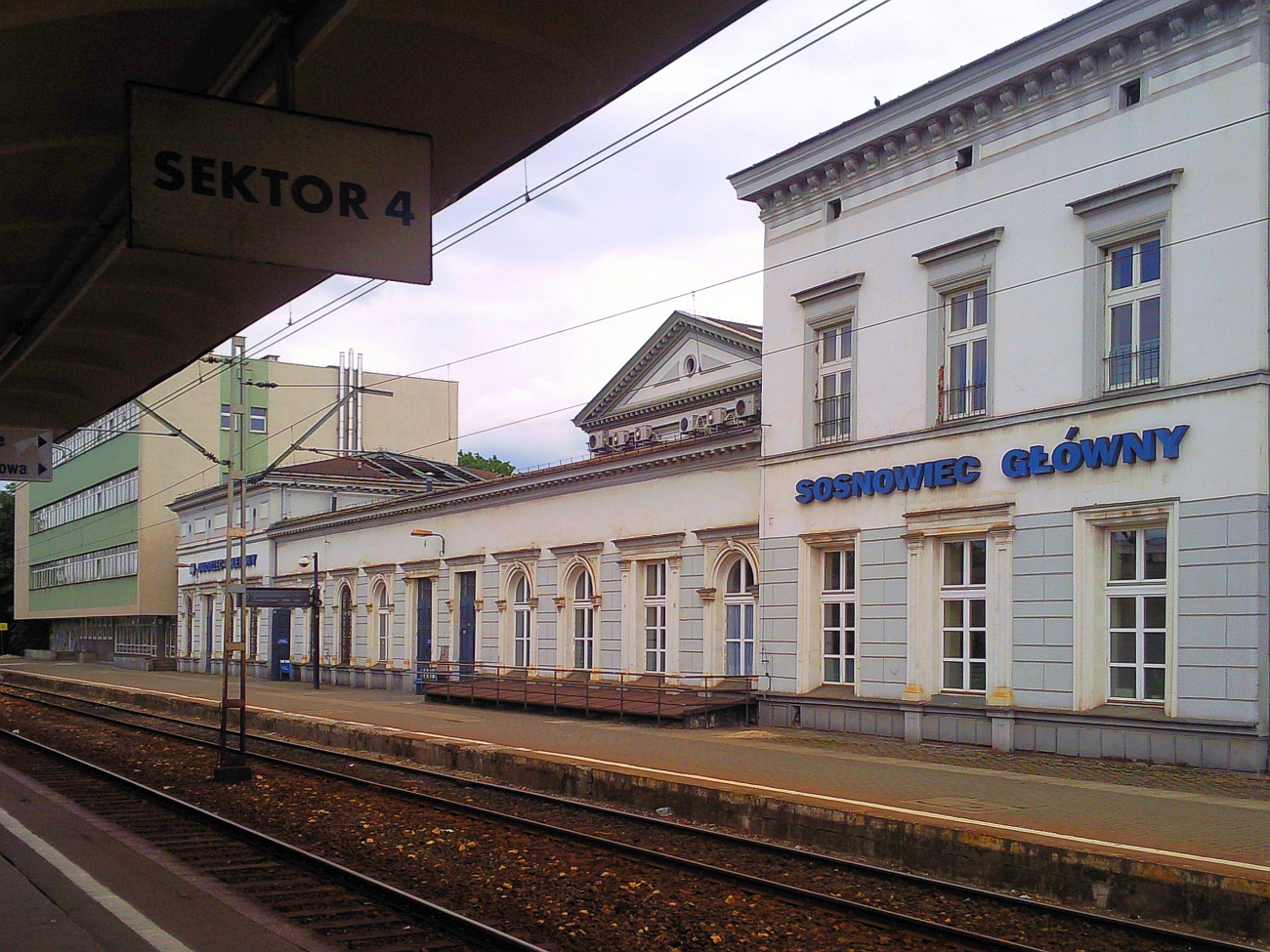
Dworzec kolejowy

Przez miasto przebiegają odnogi historycznych szlaków:
- Kolei Warszawsko-Wiedeńskiej (do stacji Sosnowiec Maczki doprowadzona w 1848 r.)
- Kolei Iwangorodzko-Dąbrowskiej (do stacji Sosnowiec Południowy doprowadzona w 1887 r.)

Dworce Sosnowiec Główny oraz Sosnowiec Maczki mają zabytkową architekturę, oba były przed I wojną światową stacjami granicznymi.
Na terenie Sosnowca znajdują się cztery stacje kolejowe i jeden przystanek osobowy, służący do obsługi pasażerów na krajowych liniach:
- Sosnowiec Główny na linii kolejowej nr 1 (Warszawa Zachodnia – Katowice)
- Sosnowiec Południowy, Sosnowiec Dańdówka, Sosnowiec Porąbka, Sosnowiec Kazimierz na linii kolejowej nr 62 (Tunel – Sosnowiec Główny)

Pociągi dalekobieżne zatrzymują się na stacji Sosnowiec Główny. Na pozostałych przystankach zatrzymują się osobowe pociągi podmiejskie.

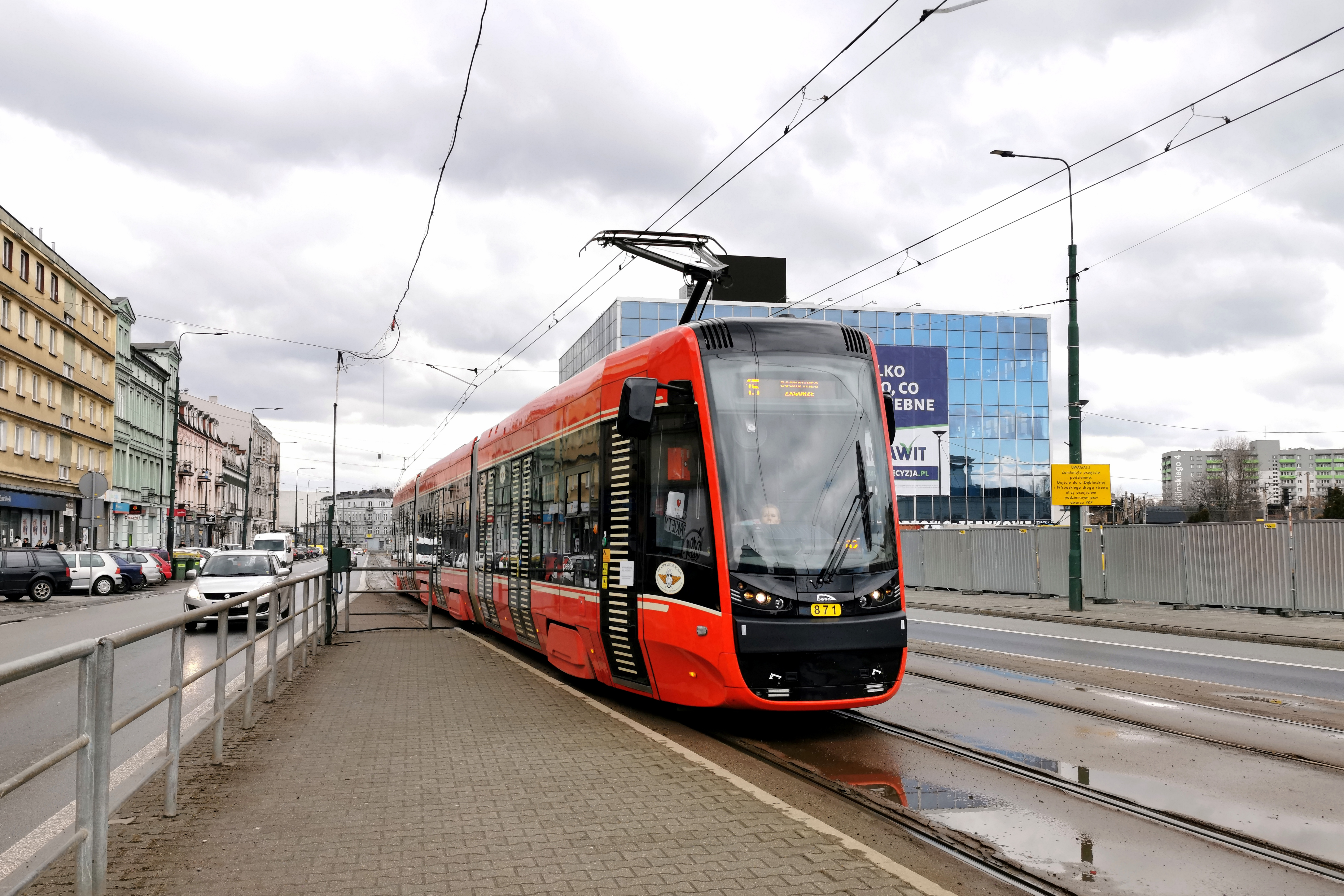
Sosnowiec, ul. 3 Maja.

### Komunikacja miejska
Od 1 stycznia 2019 r. organizatorem transportu zbiorowego na terenie Sosnowca jest Zarząd Transportu Metropolitalnego, który jest jednostką organizacyjną Górnośląsko-Zagłębiowskiej Metropolii. Zrzeszając 57 miast i gmin, ustalił na ich obszarze, w tym również na terenie Sosnowca, wspólny cennik przewozu, wspólny bilet oraz aplikację mobilną do zakupu e-biletów. Trasy połączeń autobusowych na terenie miasta obsługuje na zlecenie ZTM spółka PKM Sosnowiec. Oprócz autobusów ruch pasażerski realizują tramwaje kursujące na liniach: 15 – Zagórze Rondo Jana Pawła II -> Katowice Plac Wolności, 27 – Kazimierz Górniczy Pętla ↔ Osiedle Zamkowe Pętla, 21 – Milowice Pętla ↔ Tworzeń Huta Katowice, 24 – Sosnowiec Dworzec PKP ↔  Konstantynów Okrzei, 26 – Milowice Pętla ↔ Niwka Kościół.
Głównym węzłem komunikacyjnymi jest dworzec autobusowy przy ulicy Ignacego Mościckiego. Przed dworcem kolejowym Sosnowiec Główny zatrzymują się autobusy i tramwaje najważniejszych linii komunikacji miejskiej.

### Transport lotniczy

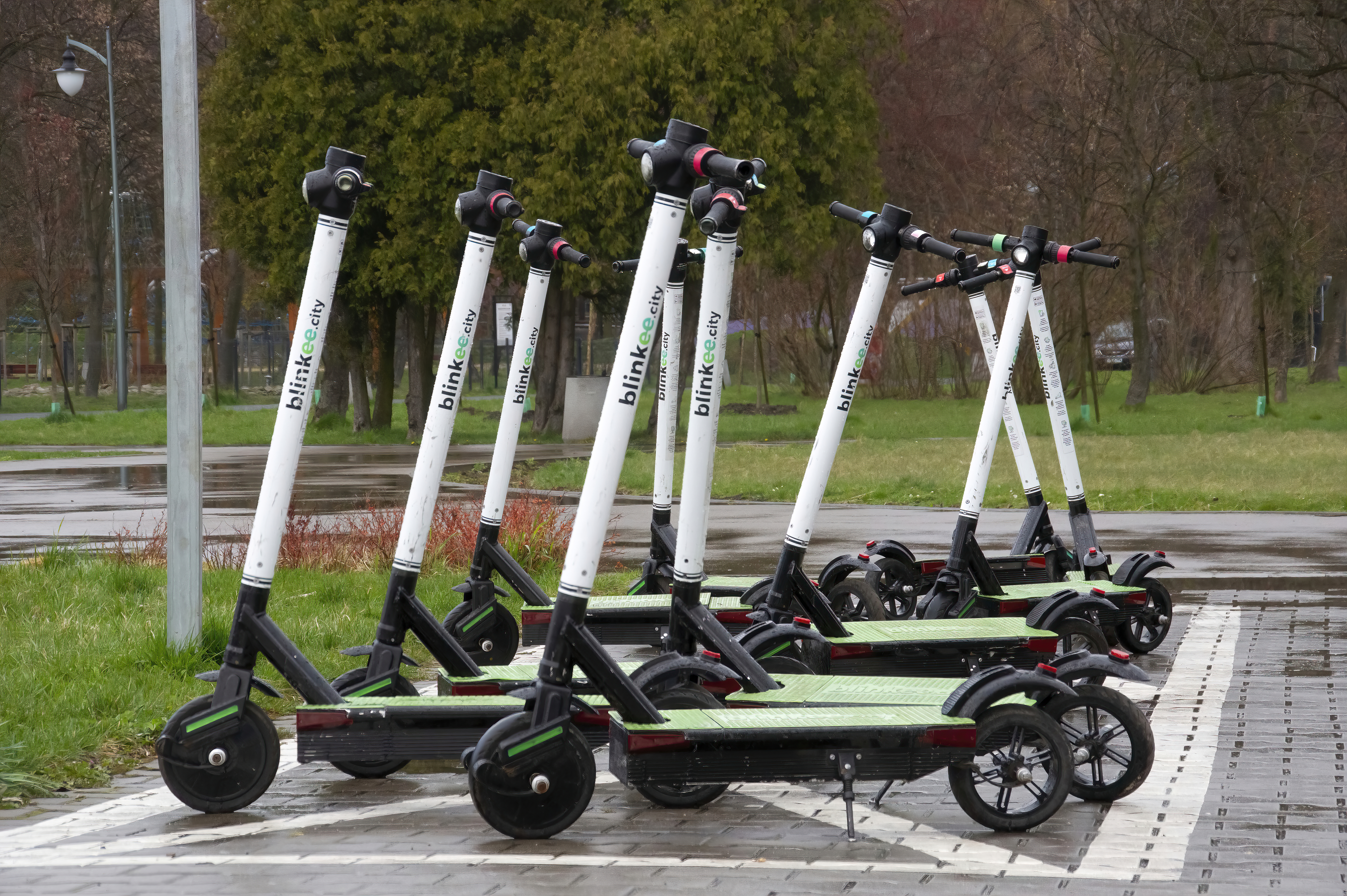
Hulajnogi elektryczne systemu Blinkee

W odległości około 25 km na północ od centrum Sosnowca znajduje się Międzynarodowy Port Lotniczy Katowice im. Wojciecha Korfantego w Pyrzowicach. W odległości około 70 km od Sosnowca znajduje się Międzynarodowy Port Lotniczy im. Jana Pawła II Kraków-Balice, a około 120 km Port lotniczy Ostrawa im. Leoša Janáčka.

### Transport alternatywny
W 2019 r. w mieście po raz pierwszy pojawiły się publiczne systemy wypożyczenia hulajnóg elektrycznych i skuterów elektrycznych. W 2020 w całym mieście zostały wyznaczone strefy parkowania dla hulajnóg elektrycznych.

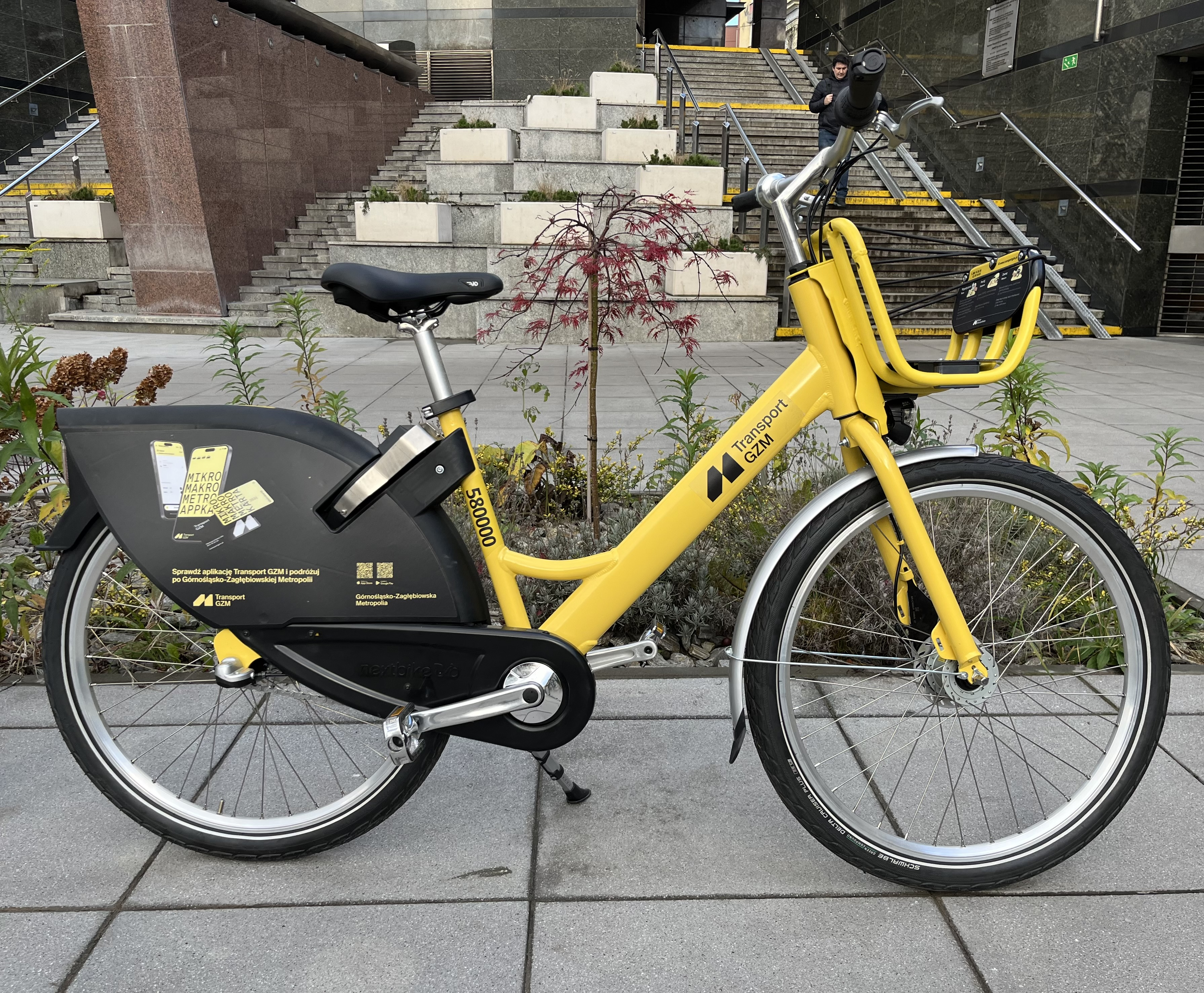
Rower systemu Metrorower

### Transport rowerowy

Zasięg systemu Metrorower oraz przebieg planowanych i budowanych velostrad.

W Sosnowcu jest 51,5 km dróg rowerowych, z czego prawie wszystkie zlokalizowane są w zachodnich dzielnicach, na terenach mocno zurbanizowanych. Infrastruktura ma charakter ciągły. Miasto posiada połączenia drogami rowerowymi z Będzinem, Czeladzią, Dąbrową Górniczą, Mysłowicami, Katowicami. Graniczy, nie posiadając połączenia rowerowego z Jaworznem i Sławkowem. 20 maja 2022 r. Sosnowiec wraz z sąsiednimi miastami podpisał z Metropolią GZM porozumienie na rzecz budowy velostrad, a w listopadzie 2023 wykonano na jego terenie fragment pierwszego odcinka Velostrady nr 1 łączący Pogoń i Stary Sosnowiec. Zgodnie z założeniami Velostrady GZM mają łączyć miasto z Będzinem, Czeladzią, Dąbrową Górniczą (velostrada nr 7) oraz Mysłowicami i Katowicami (velostrada nr 1).
Od 25 lutego 2024 r. roku działa w mieście rower metropolitalny Metrower, którego zasięg obejmuje 31 z 40 gmin Metropolii GZM, w tym wszystkie ościenne należące do Metropolii; system w Sosnowcu posiada 86 stacji; zastąpił on Sosnowiecki Rower Miejski działający w latach 2018–2023.

## Edukacja

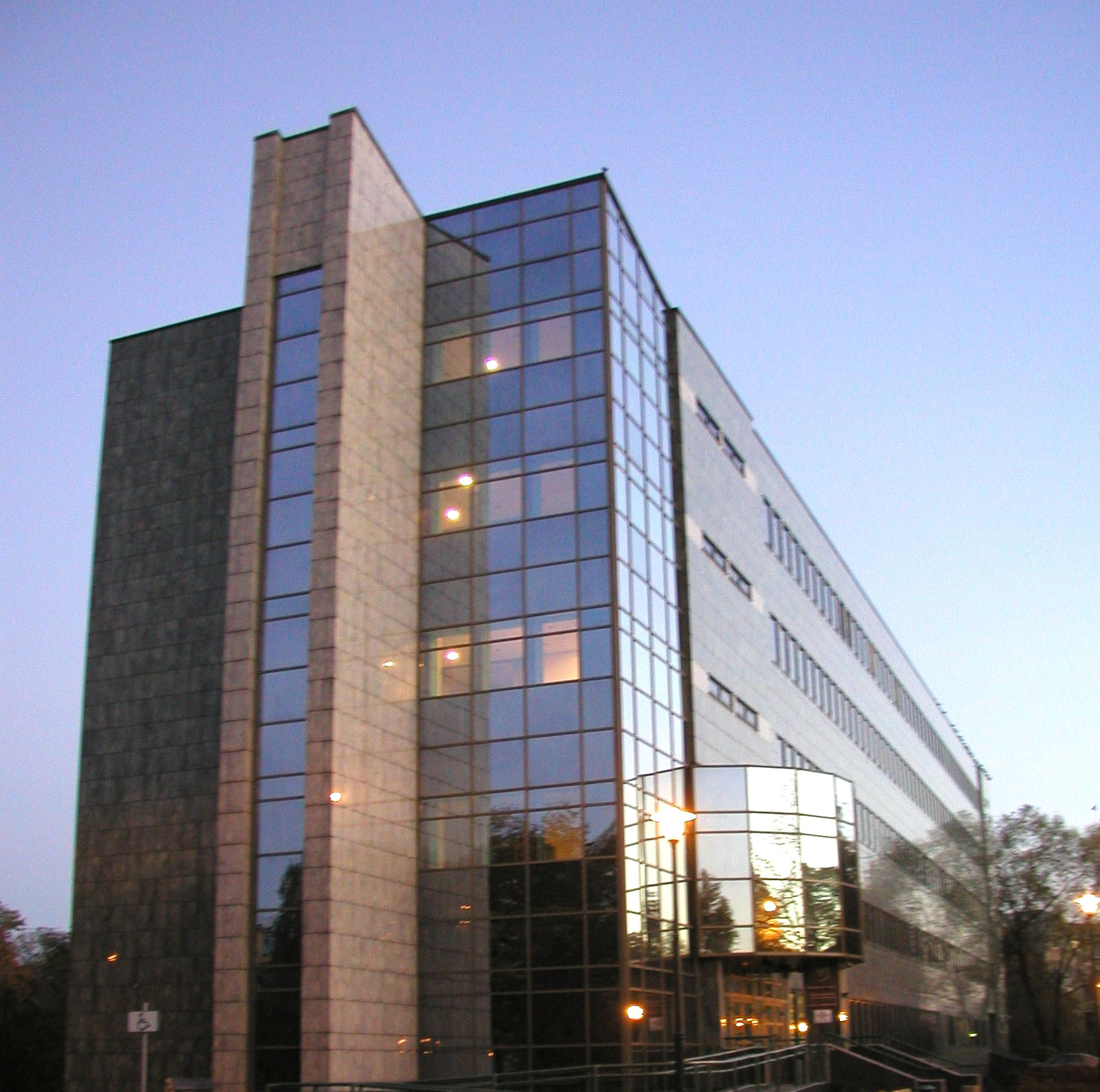
Sosnowiec, Uniwersytet Śląski w Katowicach.

Według danych Urzędu Miejskiego w Sosnowcu w roku szkolnym 2021/2022 w Sosnowcu było zarejestrowanych 140 jednostek szczebla podstawowego i średniego. Wśród nich istniało 98 publicznych jednostek edukacyjnych, działających w ramach zespołów szkół lub jako samodzielne jednostki: 39 przedszkoli, 36 szkół podstawowych oraz 23 szkoły ponadpodstawowe, na które składa się 6 liceów ogólnokształcących dla młodzieży, 1 liceum ogólnokształcące dla dorosłych, 8 techników dla młodzieży, 6 branżowych szkół I stopnia, 1 szkoła specjalna przysposabiająca do pracy oraz Zespół Szkół Muzycznych. Obok szkół publicznych na terenie Sosnowca, według stanu na dzień 31 sierpnia 2022 r., istniały 42 jednostki edukacji niepublicznej: 17 przedszkoli niepublicznych, 5 szkół podstawowych, 7 liceów ogólnokształcących dla młodzieży, 2 licea ogólnokształcące dla dorosłych, 8 policealnych szkół zawodowych, 1 technikum dla młodzieży, 1 branżowa szkoła I stopnia i 1 branżowa szkoła II stopnia. W ramach szkolnictwa niepublicznego działało 27 placówek kształcenia ustawicznego i zawodowego, oświatowo-wychowawczych w systemie oświaty i psychologiczno-pedagogicznego. W mieście znajdują się placówki Uniwersytetu Śląskiego w Katowicach, Śląskiego Uniwersytetu Medycznego w Katowicach, Wyższej Szkoły Medycznej w Sosnowcu oraz Akademii Humanitas w Sosnowcu, które realizują edukację szczebla akademickiego.

## Opieka zdrowotna
Lista szpitali publicznych:
- Centrum Pediatrii im. Jana Pawła II Sp. z o.o.
- Sosnowiecki Szpital Miejski Sp. z o.o.
- Wojewódzki Szpital Specjalistyczny nr 5 im. św. Barbary

## Kultura i media

Zagłębiowska Mediateka, ul. Kościelna

### Placówki kultury

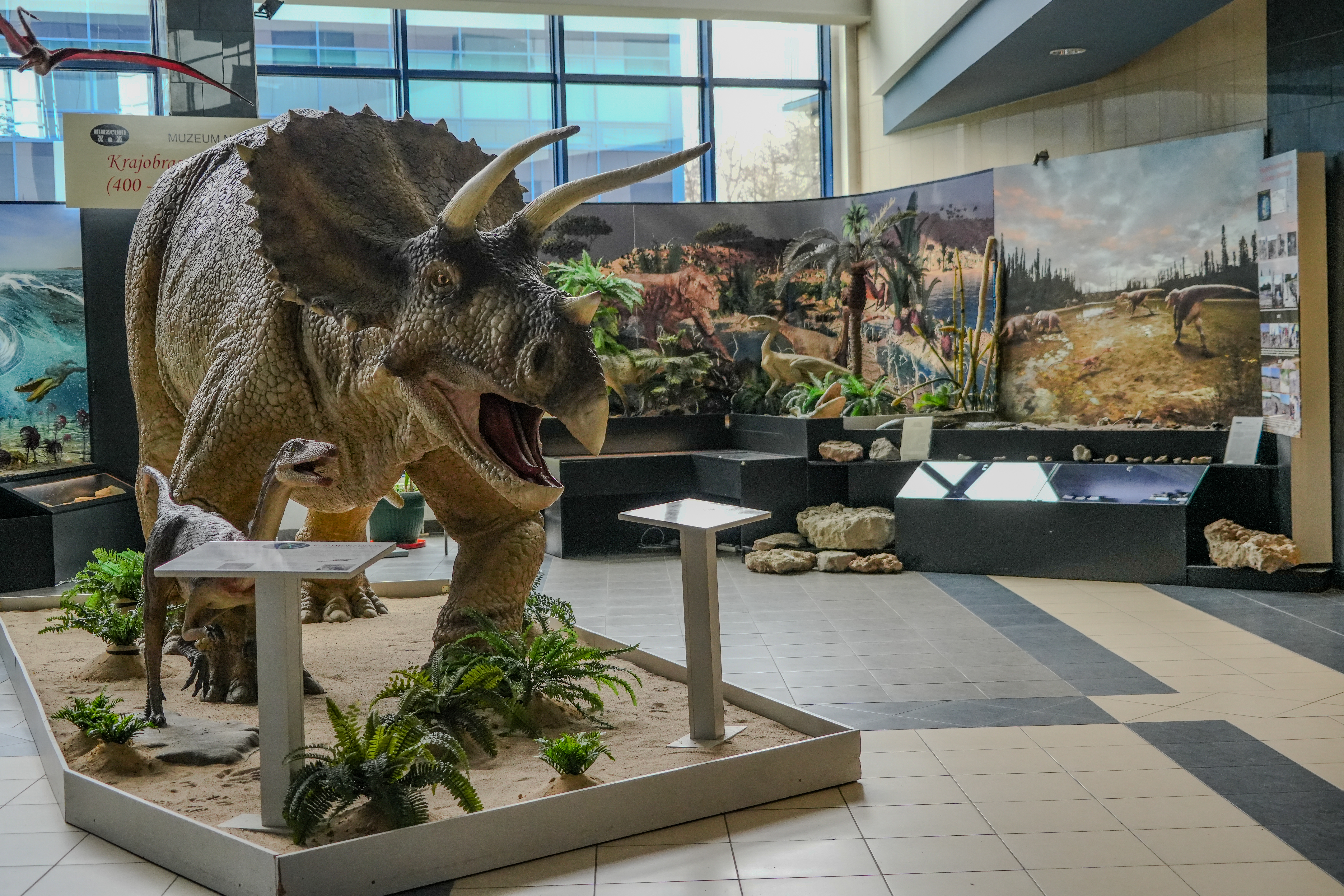
Fragment ekspozycji Muzeum Nauk o Ziemi

- Teatr Zagłębia
- Sosnowieckie Centrum Sztuki – Zamek Sielecki
- Energetyczne Centrum Kultury
- sala widowiskowo-koncertowa „Muza” im. Władysława Szpilmana
- miejski klub im. Jana Kiepury w dzielnicy Pogoń
- Przystanek Otwartej Kultury w dzielnicy Kazimierz
- Miejska Biblioteka Publiczna im. Gustawa Daniłowskiego
- Centrum Edukacji i Wychowania Młodzieży „KANA”
- klub „Bakcyl” w dzielnicy Zagórze

### Muzea
- Pałac Schöna Muzeum w Sosnowcu
- Muzeum Nauk o Ziemi Uniwersytetu Śląskiego w Katowicach
- Muzeum Domu Macierzystego Zgromadzenia Sióstr Karmelitanek Dzieciątka Jezus
- Muzeum Medycyny i Farmacji[71]

### Kina

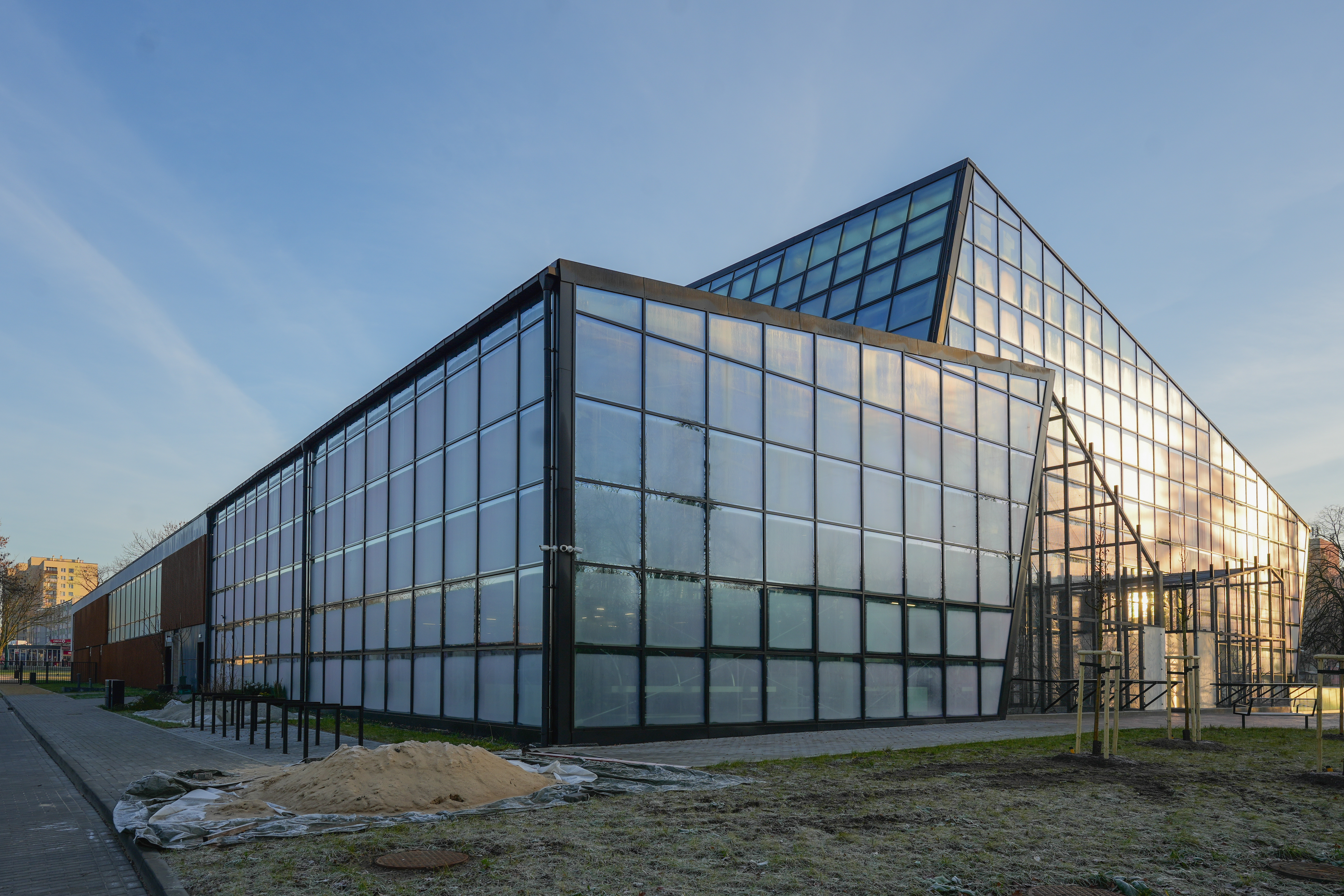
Nowy budynek CEE Egzotarium

- kino Cinema City (6 sal)[72]
- kino Helios (4 sale)[73]

### Ogrody zoologiczne
- egzotarium w dzielnicy Stary Sosnowiec
- mini Zoo w Parku im. Jacka Kuronia w dzielnicy Kazimierz
- hodowla alpak Alpafarm D&K w dzielnicy Maczki

### Media
Pierwszym tytułem prasy w Sosnowcu był „Głos Sosnowca”, pierwszą rozgłośnią radiową było podstudio Polskiego Radia w Katowicach, uruchomione 15 stycznia 1936 r., jako placówka radiowa Zagłębia Dąbrowskiego, zaś pierwszą samodzielną rozgłośnią było Radio R (Radio Rezonans, Radio Eska Śląsk), nadające od 1993 r.. W latach 2010–2018 na terenie Zagłębia Dąbrowskiego działała telewizja TV Zagłębie, która poruszała tematykę regionalną. Najliczniejszą grupę w 2020 r. wśród mediów regionalnych stanowiły wydawnictwa internetowe, wśród których najmocniej skoncentrowanymi na tematyce miejskiej były 41-200.pl oraz Zagłębie.FM.

## Architektura

### Wysokościowce

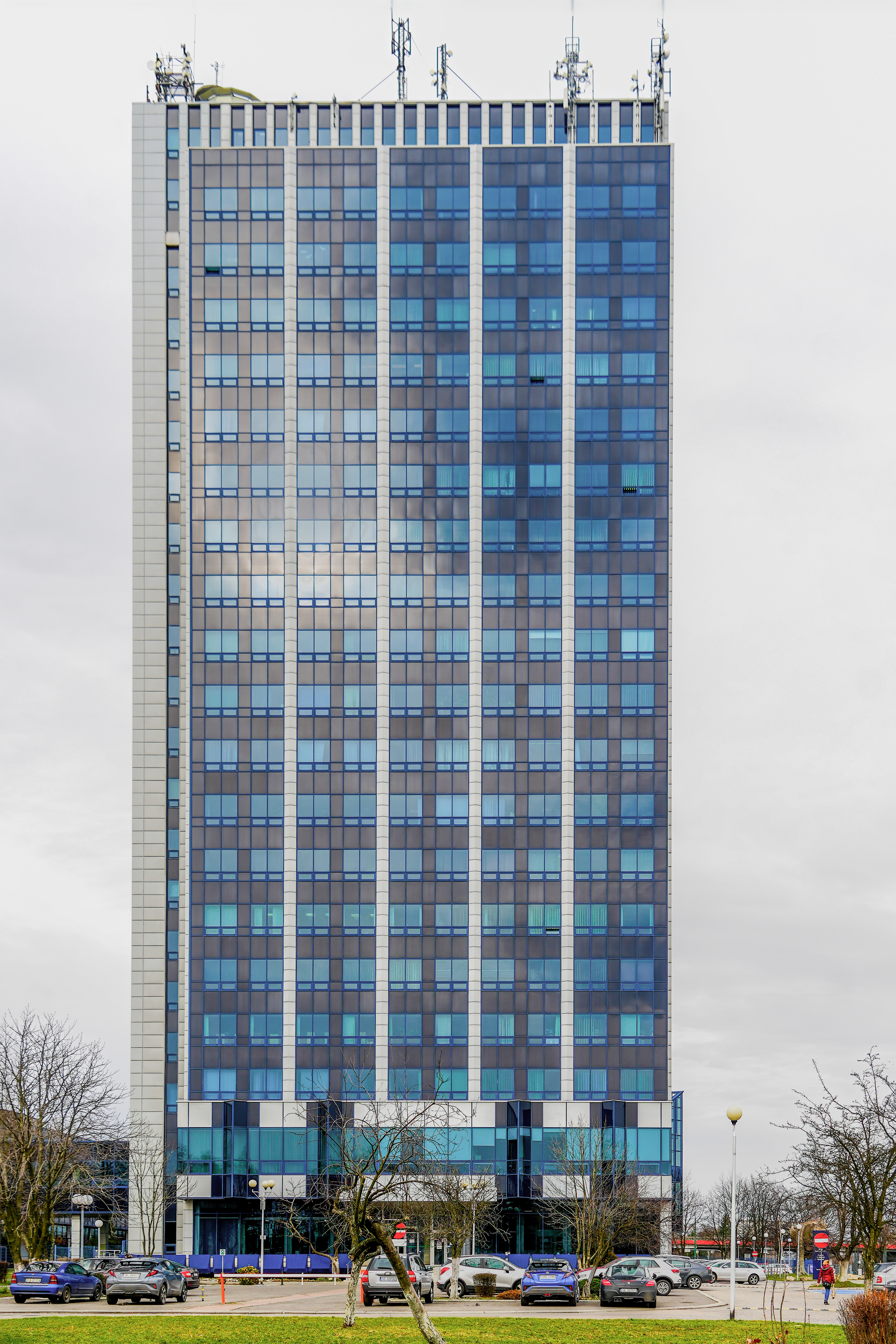
„Żyleta” – najwyższy budynek w Sosnowcu

W Sosnowcu znajdują się dwa budynki, które można zaliczyć do wysokościowców.
| Lp. | Nazwa budynku | Przeznaczenie | Wysokość (m) | Liczba kondygnacji | Rok ukończenia budowy |
| --- | ------------- | ------------- | ------------ | ------------------ | --------------------- |
| 1.  | „Żyleta”      | Edukacja      | 84 m         | 21                 | 1982                  |
| 2.  | „Górnik”      | Mieszkania    | 68 m         | 18                 | 1967                  |

### Zabytkii atrakcje turystyczne[9]

#### Zamki, Pałace, Dwory
- Zamek Sielecki w dzielnicy Sielec

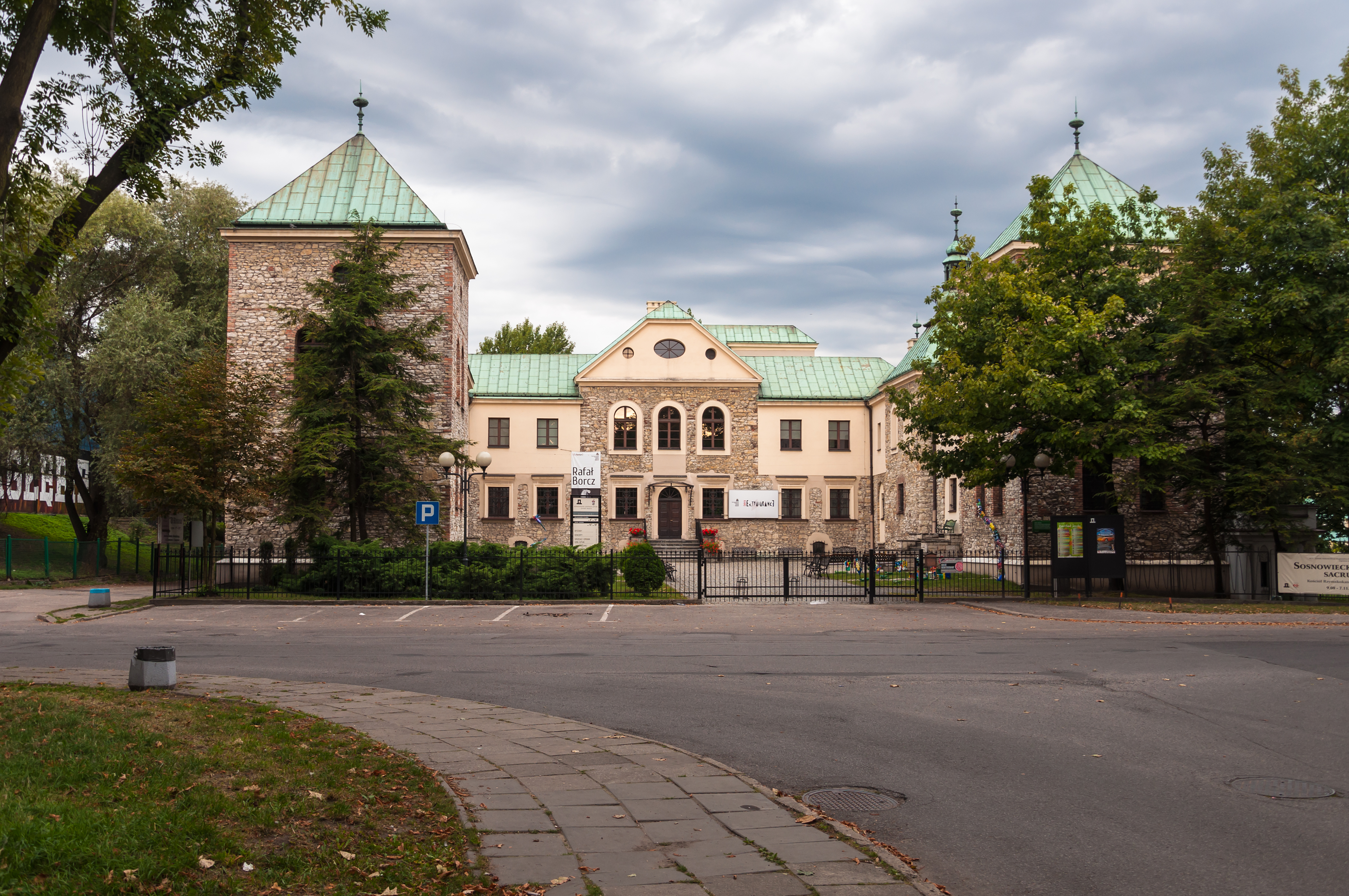
Sosnowiec, Zamek Sielecki.

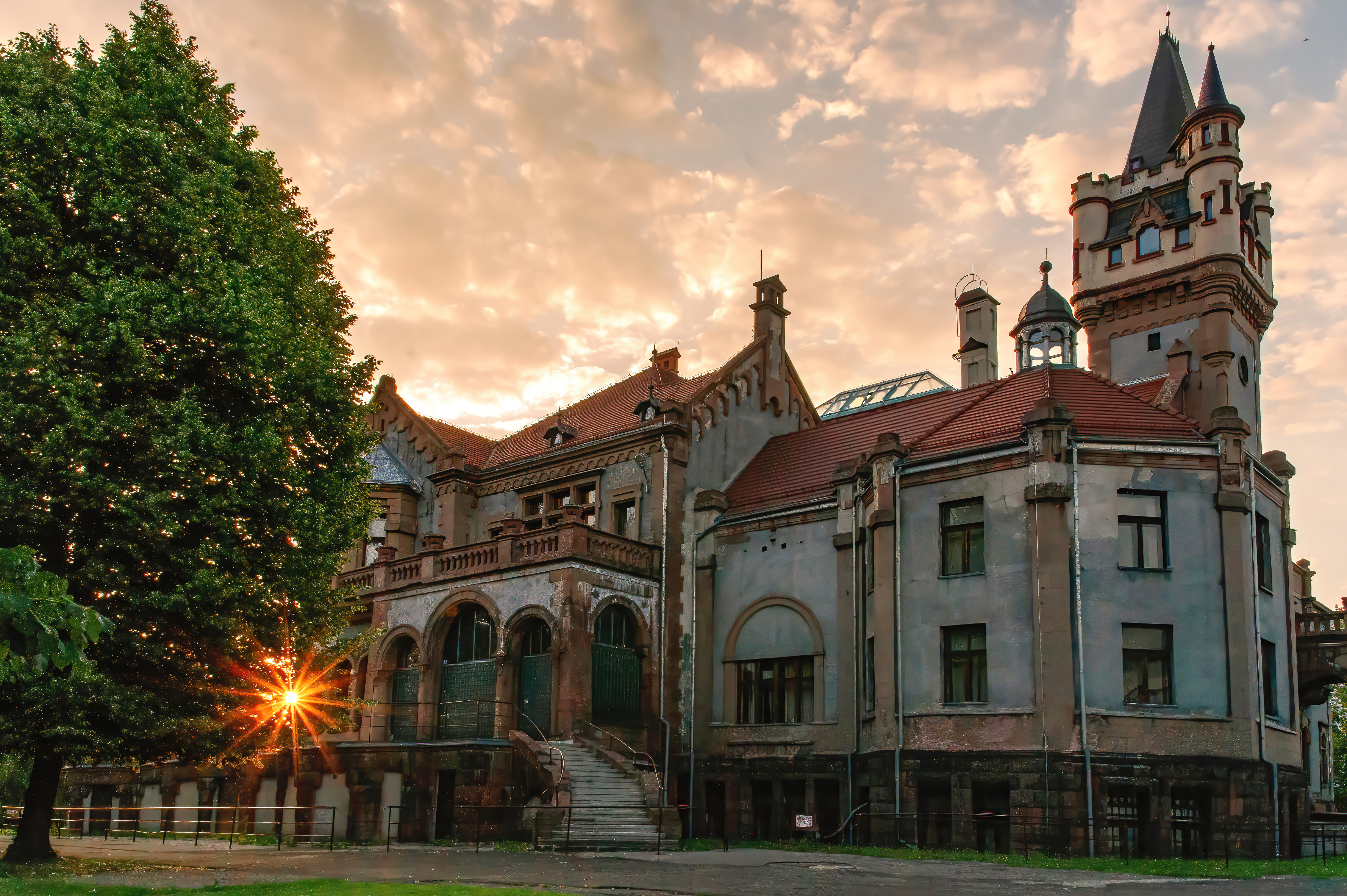
Pałac Oskara Schöna przy ul. 1 Maja

- Dwór Mieroszewskich w dzielnicy Zagórze
- Pałac Dietla w dzielnicy Pogoń
- Pałac Schöna z zespołem parkowo-pałacowym w dzielnicy Środula
- Pałac Oskara Schöna przy ul. 1 Maja
- Pałac Wilhelma w dzielnicy Środula
- Dom Ludowy w stylu zakopiańskim w dzielnicy Ostrowy Górnicze

#### Zabytkowe obiekty sakralne

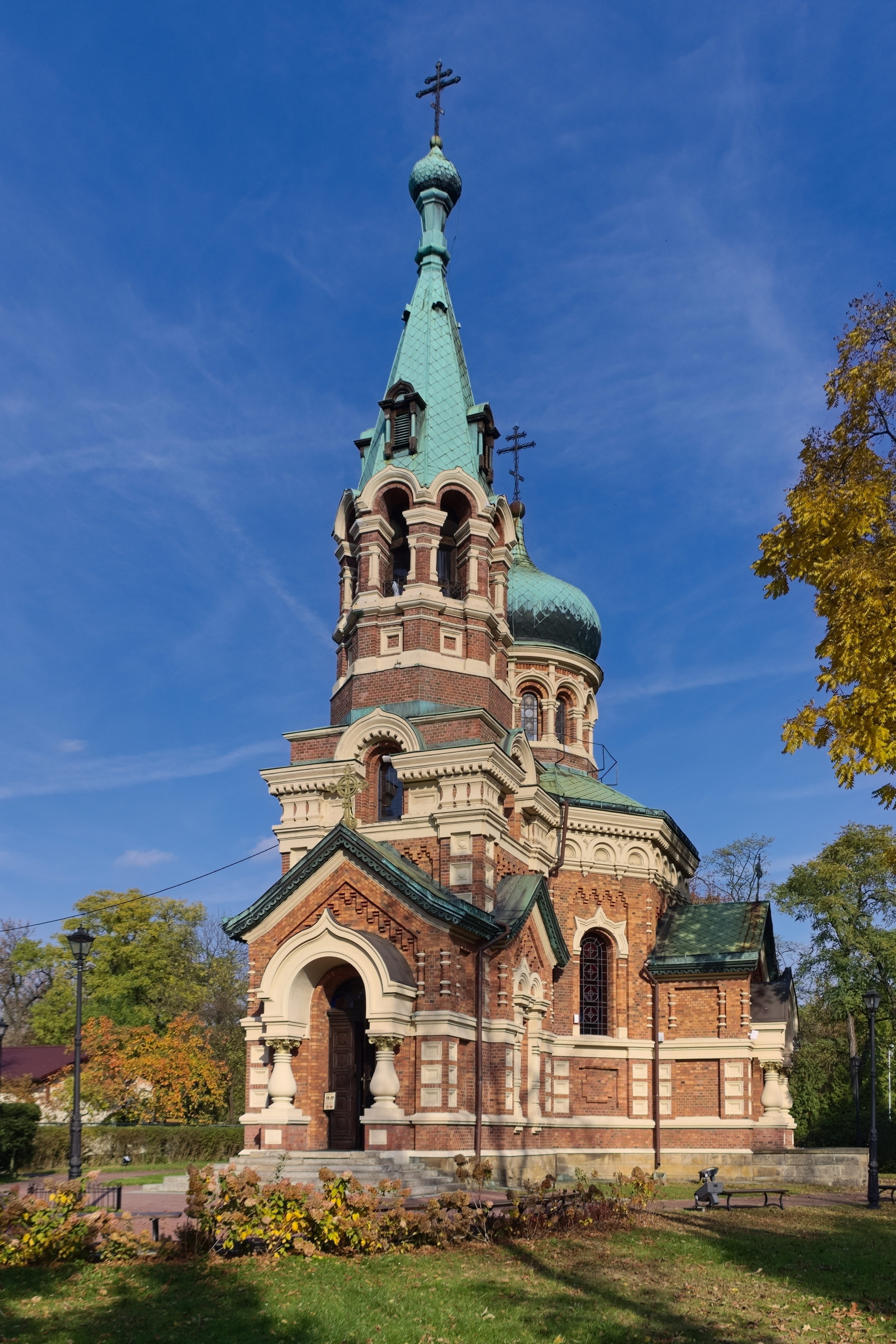
Cerkiew prawosławna pw. Świętych Wiery, Nadziei, Luby i matki ich Zofii przy ul. Jana Kilińskiego

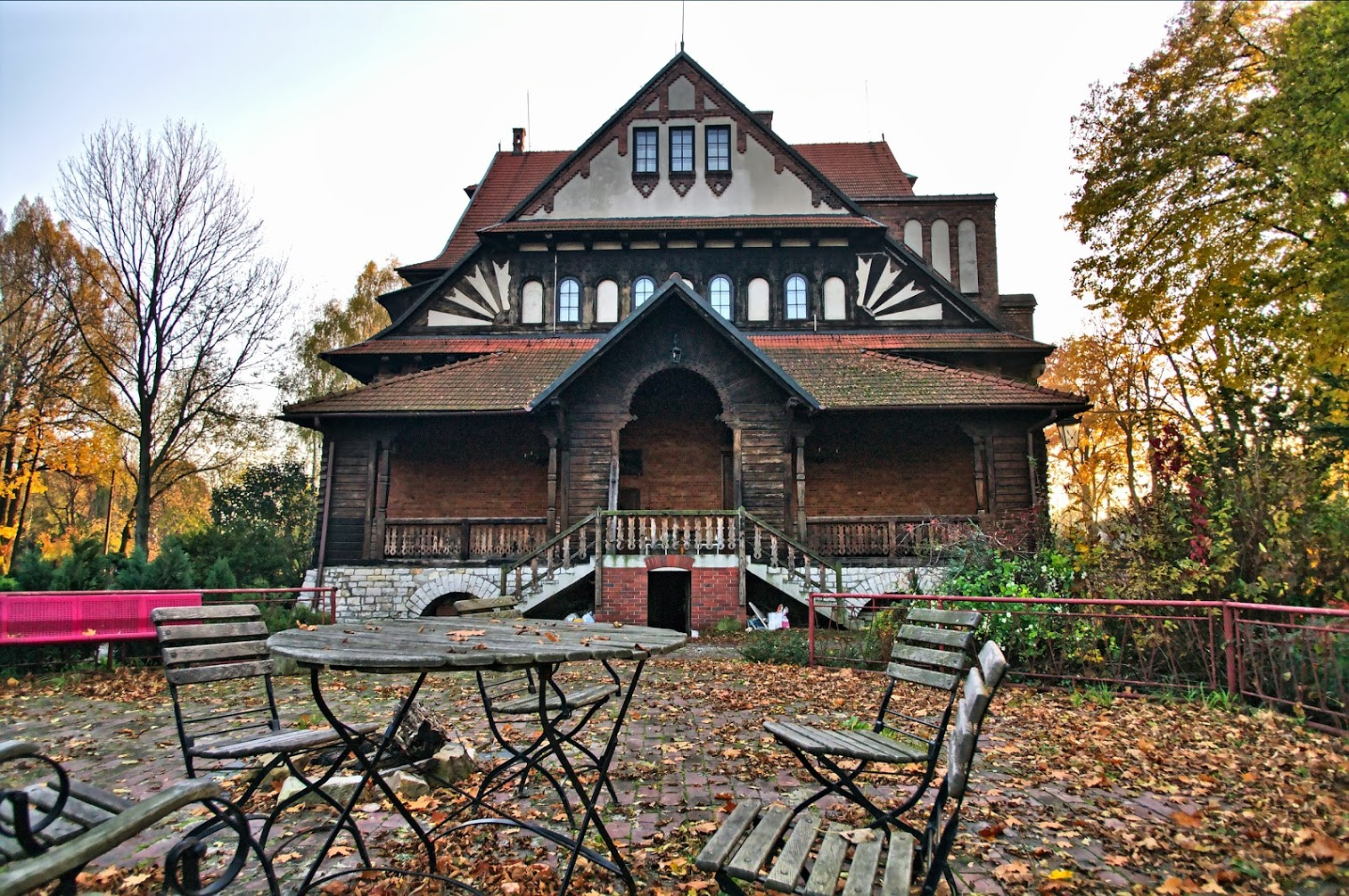
Ostrowy Górnicze, dom ludowy w stylu zakopiańskim

- kaplica Matki Bożej AK-owskiej w dzielnicy Zagórze
- kościół pw. św. Joachima w dzielnicy Zagórze
- kościół pw. Najświętszego Serca Pana Jezusa w dzielnicy Śródmieście
- kościół ewangelicko-augsburski pw. św. Jana Ewangelisty w dzielnicy Pogoń
- kościół katedralny pw. Wniebowzięcia Najświętszej Maryi Panny w dzielnicy Śródmieście
- kościół pw. św. Jana Chrzciciela w dzielnicy Niwka
- kościół pw. św. Apostołów Piotra i Pawła w dzielnicy Maczki
- kościół pw. św. Barbary w dzielnicy Sielec
- kościół pw. Niepokalanego Poczęcia Najświętszej Maryi Panny w dzielnicy Sielec
- kościół pw. św. Tomasza Apostoła w dzielnicy Pogoń
- cerkiew prawosławna pw. Świętych Wiery, Nadziei, Luby i matki ich Zofii przy ul. Jana Kilińskiego
- klasztor karmelitanek Dzieciątka Jezus

- cmentarz wielowyznaniowy w dzielnicy Pogoń
- stary cmentarz żydowski w dzielnicy Modrzejów
- cmentarz żydowski przy ul. Gospodarczej

#### Inne budynki
- Teatr Zagłębia
- Dworzec kolejowy Sosnowiec Główny
- Dworzec kolejowy Sosnowiec Maczki

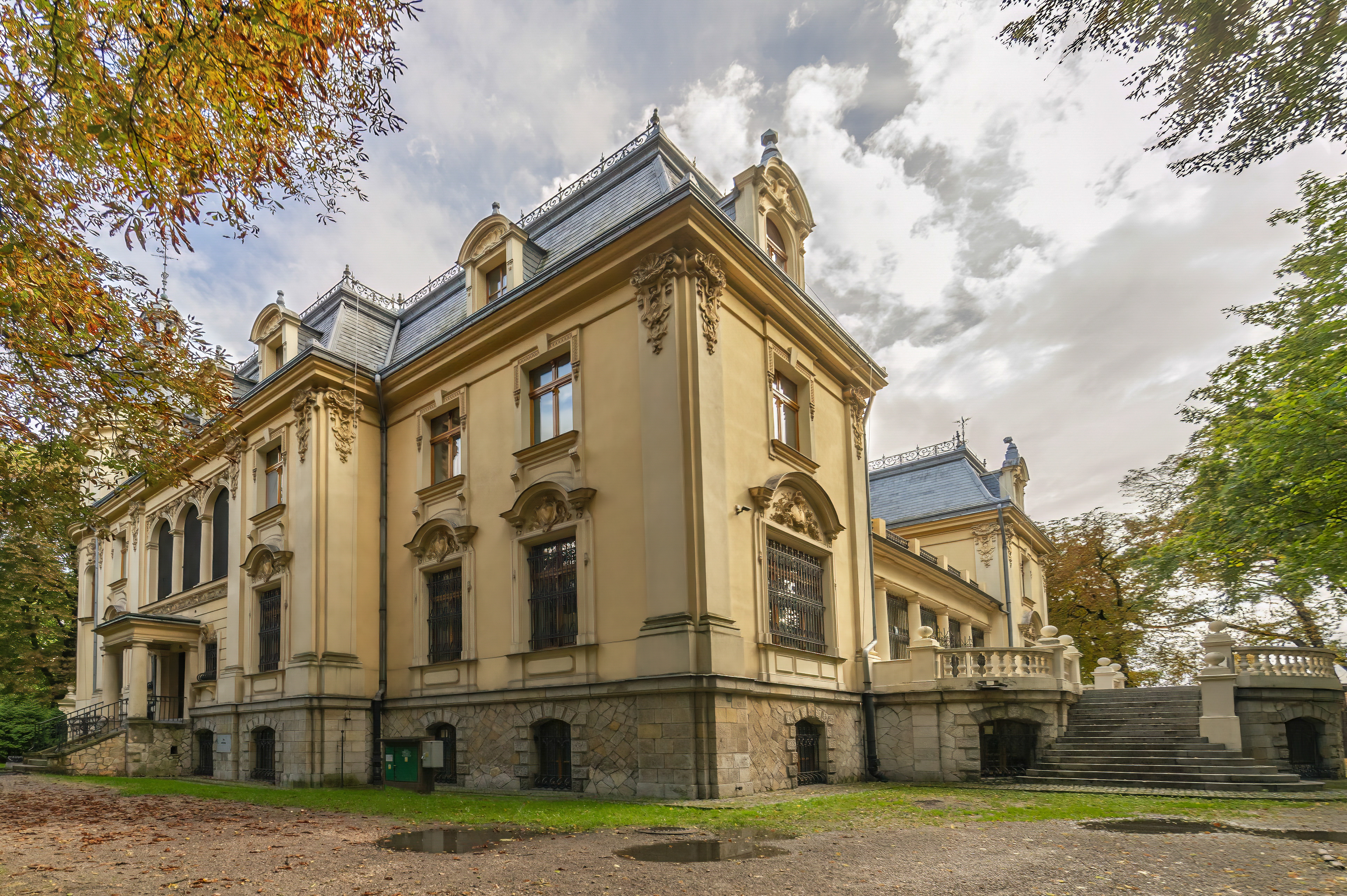
Pałac Ernsta Schöna: Muzeum w Sosnowcu Środuli

- Gmach dawnego Liceum im. Stanisława Staszica w dzielnicy Pogoń
- willa Piątkowskiego w Sosnowcu przy Alei Józefa Mireckiego
- budynek administracyjny zakładów włókienniczych przy ul. Schönów
- osiedle robotnicze w dzielnicy Klimontów
- osiedle robotnicze przy ul. Chemicznej

#### Pomniki
Sosnowiec jako miasto w przeszłości graniczne posiada krótką, ale bogatą historię, którą odzwierciedlają pomniki oraz płyty i tablice pamiątkowe. W przeszłości najbardziej znanym był Pomnik Czynu Rewolucyjnego z charakterystyczną konstrukcją wykonaną z rur. Obecnie najbardziej eksponowanym jest pomnik Jana Kiepury, znajdujący się na centralnym placu miasta.

#### Inne atrakcje
- Trójkąt Trzech Cesarzy – historyczny punkt zbiegu granic trzech cesarstw
- gródek rycerski w dzielnicy Zagórze

### Zieleń miejska

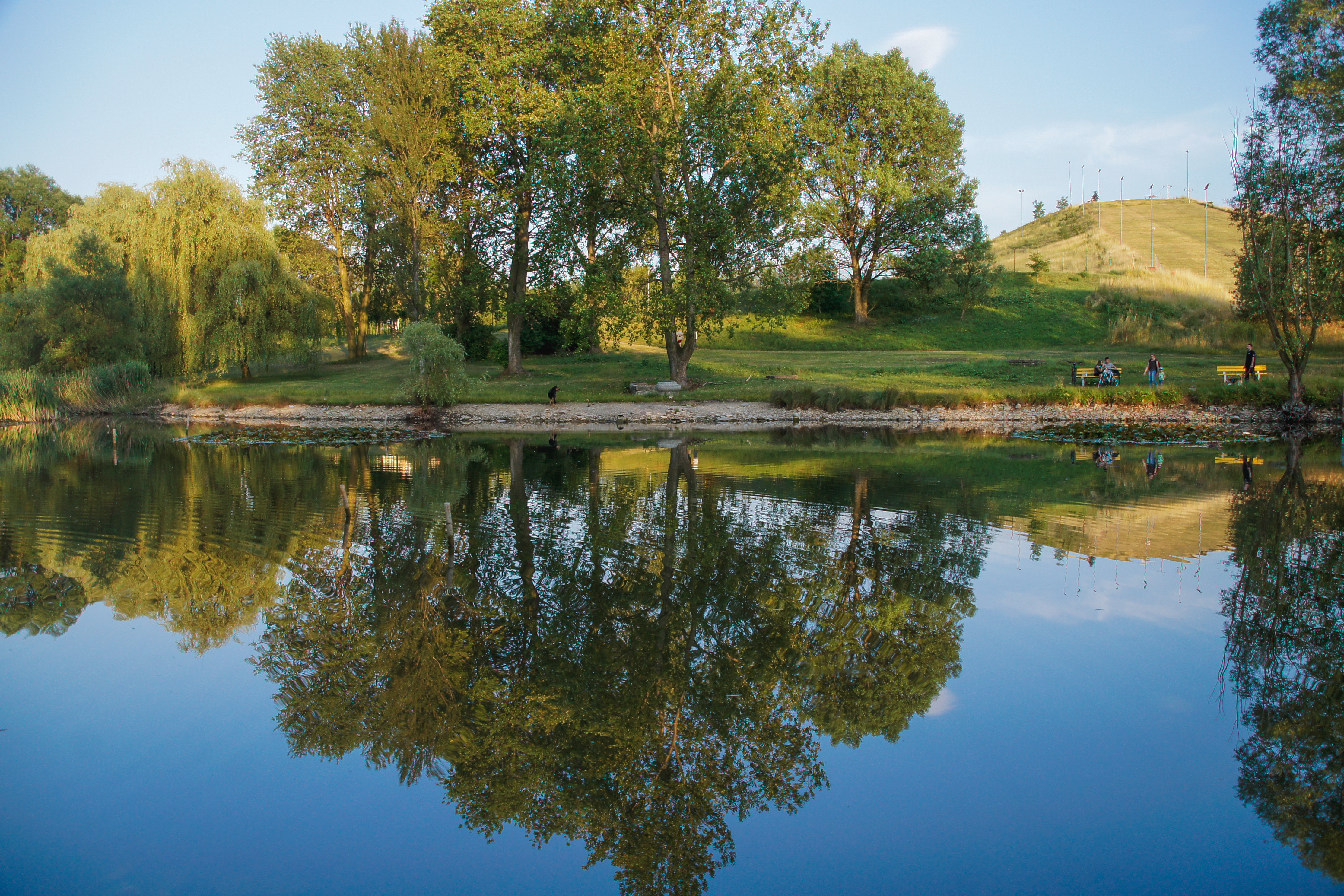
Park Środula, na drugim planie stok narciarski Górka Środulska

Sosnowiec posiada ponad 22,5 km² terenów zielonych w parkach, skwerach, strefach ochronnych, ogródkach działkowych i lasach. Na obszarze miasta zachowało się wiele parków zakładanych przy rezydencjach przemysłowców, a także powstało wiele nowych. Duża ich część przedstawia wartość zabytkową oraz przyrodniczą. 70 drzew rosnących w Sosnowcu to pomniki przyrody, z kolei 5 parków jest wpisanych do śląskiego wojewódzkiego rejestru zabytków.

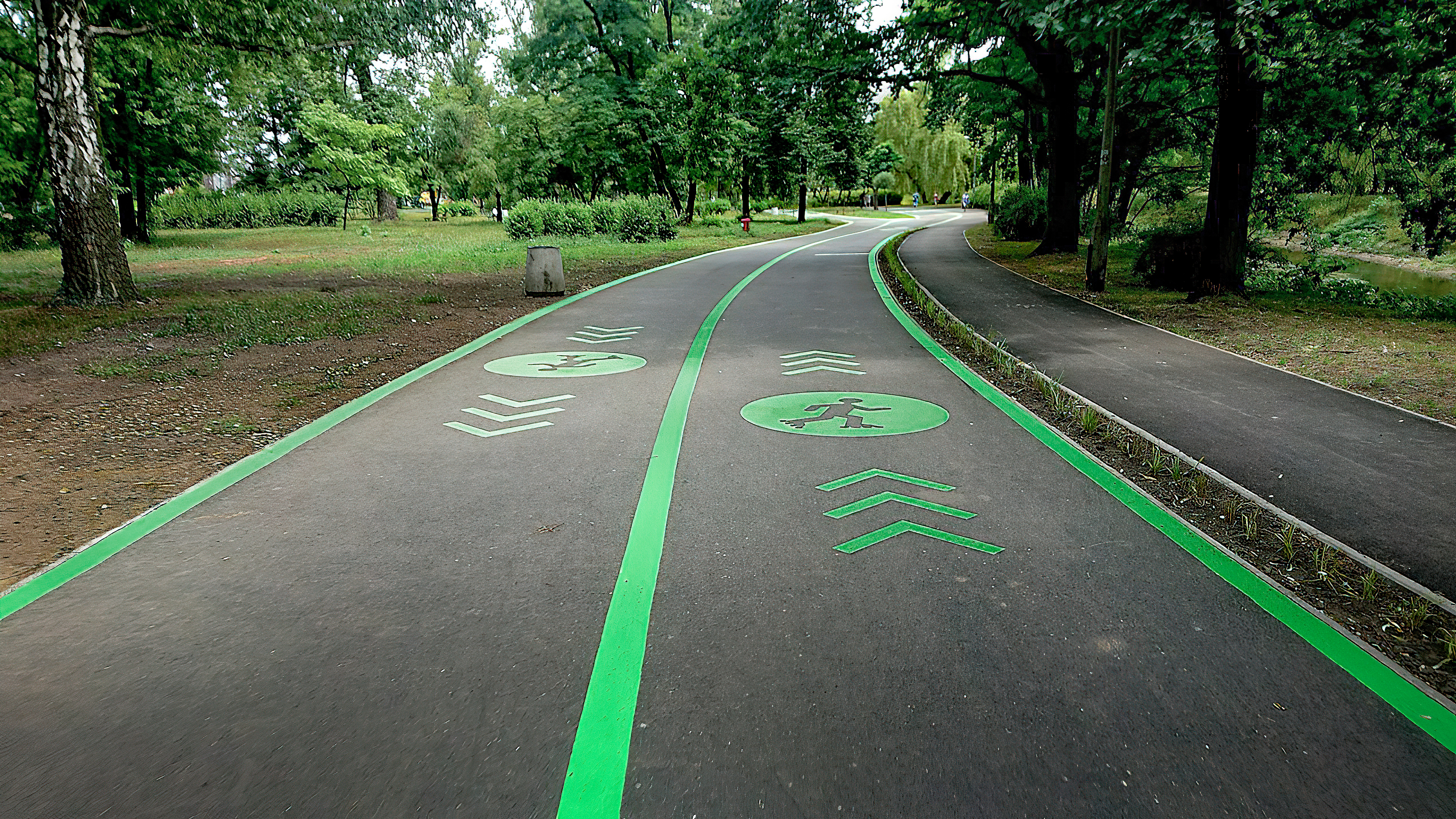
Tor rolkowy w Parku Sieleckim

#### Parki miejskie – zabytkowe
- Park Sielecki w dzielnicy Sielec – park zamkowy
- Zespół Parkowo-Pałacowy Schöna – park w dzielnicy Środula
- Park Dietla (wcześniej Park Żeromskiego) – park pałacowy w dzielnicy Pogoń
- Park Mieroszewskich – park pałacowy w dzielnicy Zagórze

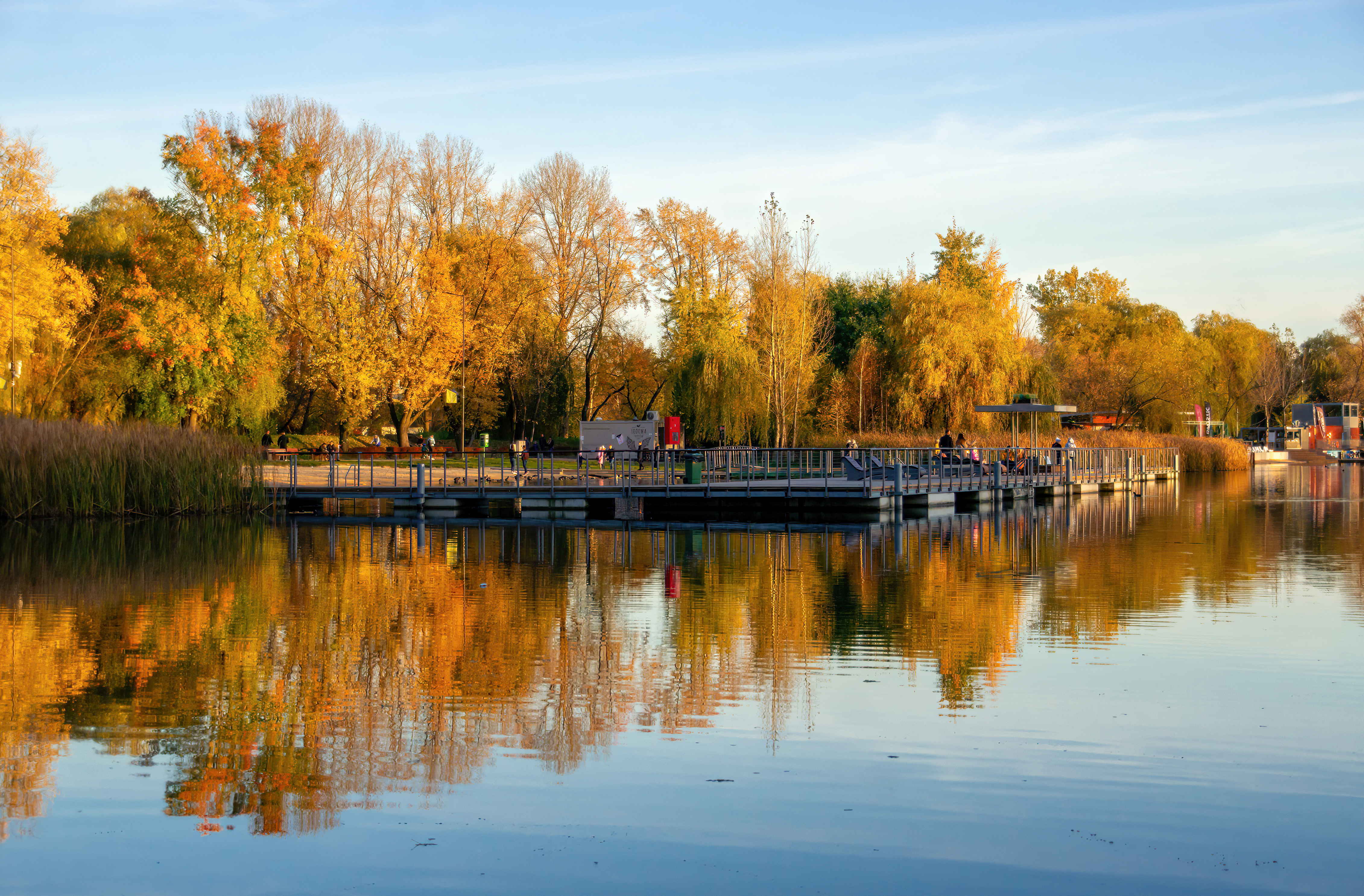
Zbiornik wodny Stawiki

- Park Schöna przy ul. 1 Maja

#### Ważniejsza parki miejskie
- Park Harcerski w dzielnicy Ostra Górka
- Park im. Jacka Kuronia w dzielnicy Kazimierz – park z ogrodem zoologicznym
- Park Środula – park ze sztucznym stokiem narciarskim
- Park im. porucznika pilota Jana Fusińskiego – park z ogrodem botanicznym
- Park Tysiąclecia w dzielnicy Milowice

#### Tereny chronione i cenne przyrodniczo
- Torfowisko Bory – obszar chroniony Natura 2000
- Piaszczyste Doły nad Czarną Przemszą
- Podmokłe Łąki i Zapadliska w dzielnicy Zagórze
- Śródleśne łąki w Starych Maczkach
- zespół urbanistyczno-przyrodniczy w dzielnicy Ostrowy Górnicze
- zespół przyrodniczo-krajobrazowy „Szopienice-Borki”

## Sport i rekreacja

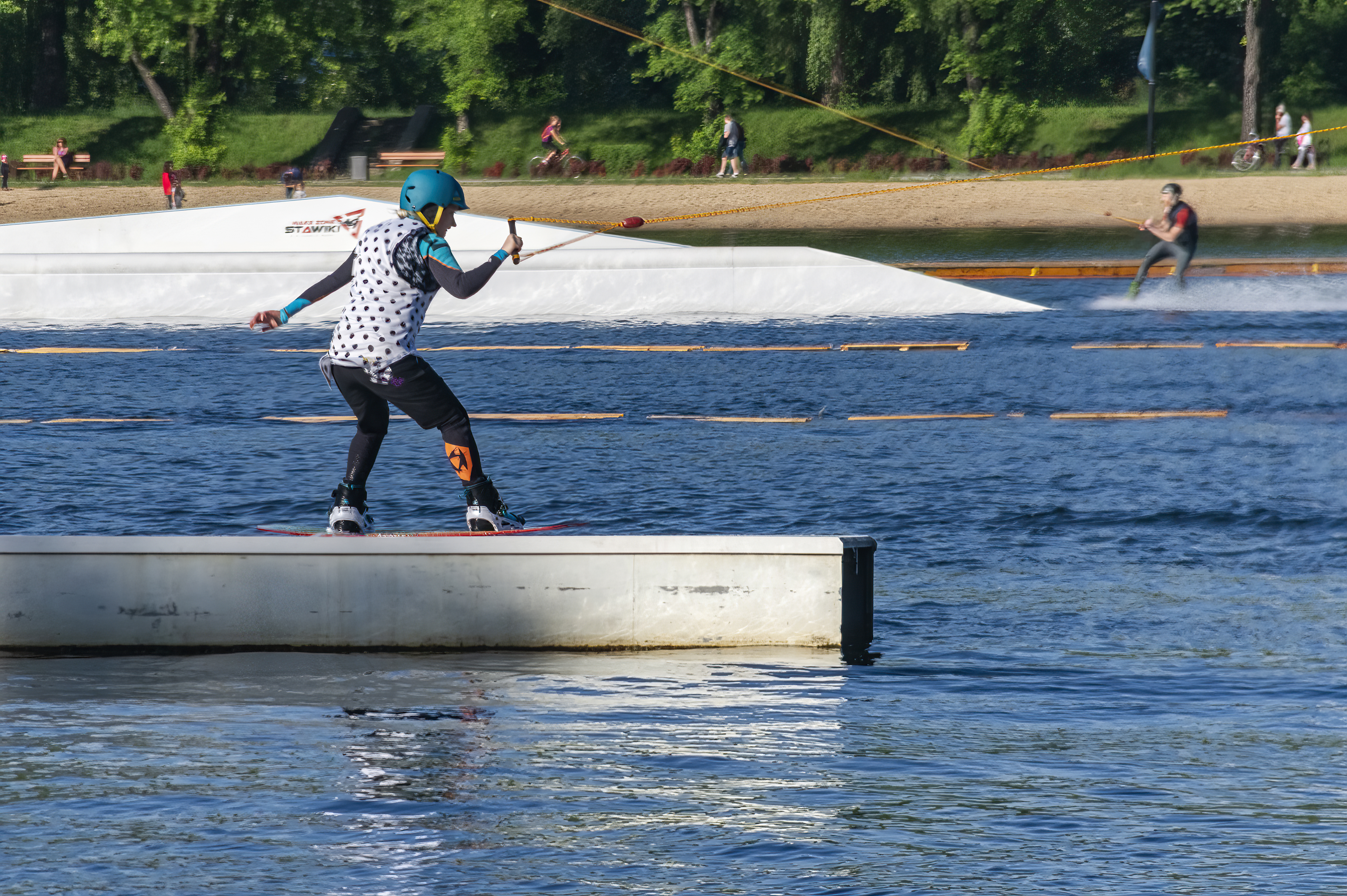
Wake Zone Stawiki, Stary Sosnowiec

### Kluby sportowe
W 2015 r. w Sosnowcu było zarejestrowanych 60 klubów i organizacji sportowych. Wiele z nich ma na koncie sukcesy na poziomie krajowym i światowym w sportach drużynowych i indywidualnych. Do najbardziej znanych należą: Zagłębie Sosnowiec, Płomień Sosnowiec, Czarni Sosnowiec.

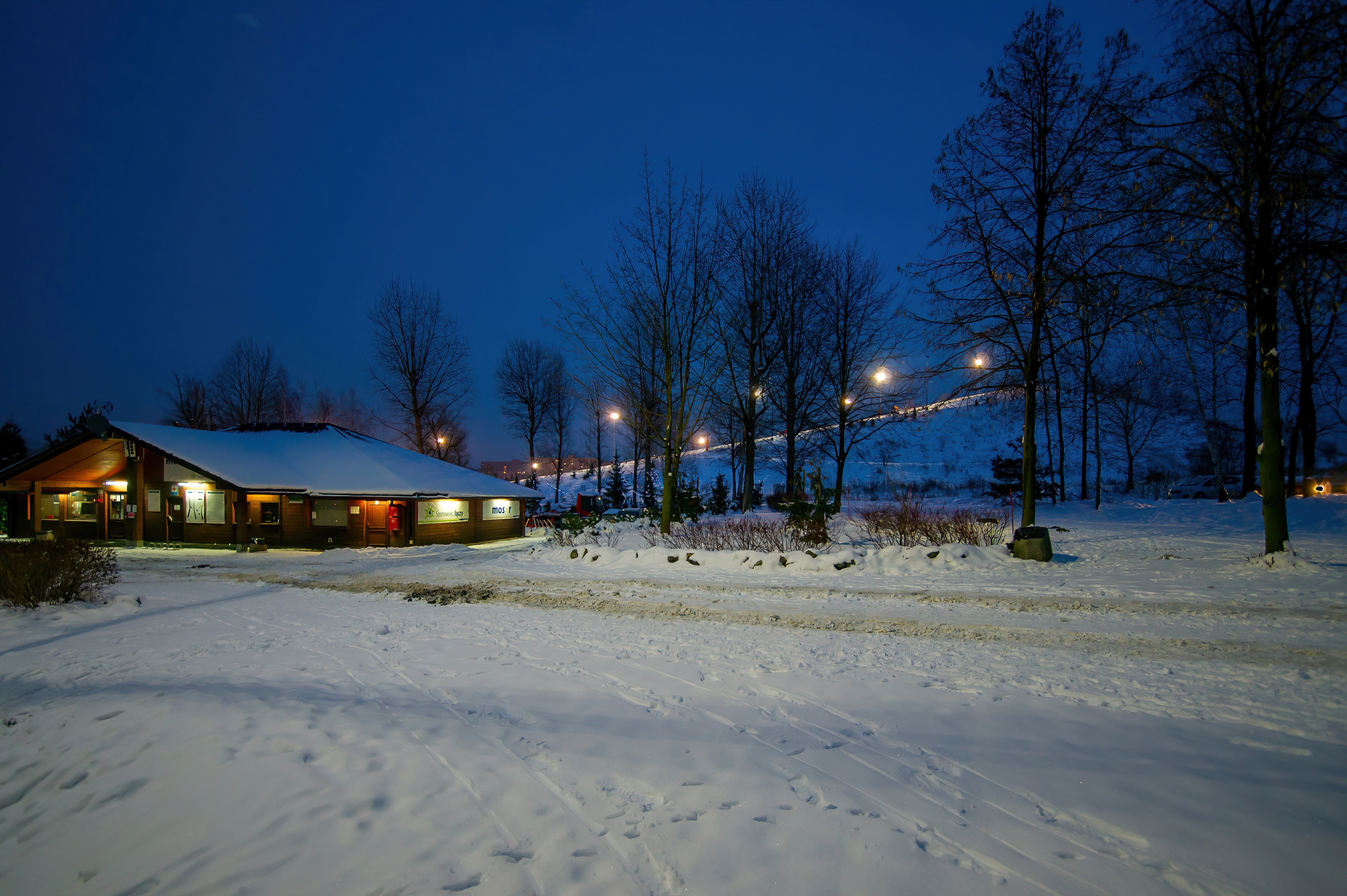
Ośrodek narciarski Środula, Górka Środulska

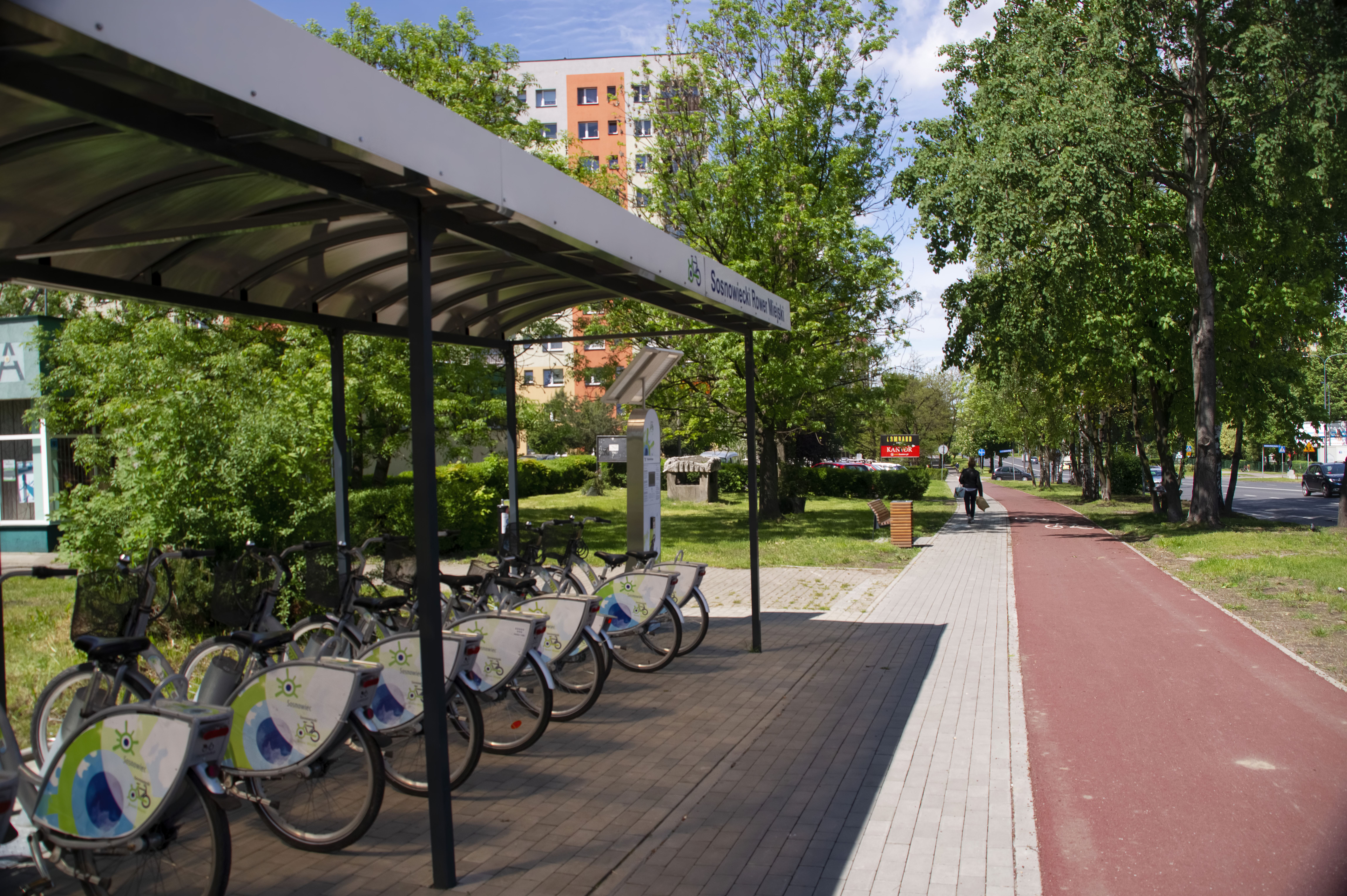
Stacja roweru miejskiego, Sosnowiec Zagórze, ul. Blachnickiego

### Obiekty sportowe
Obiekty sportowe w mieście możemy podzielić na 3 kategorie: komercyjne, obiekty stowarzyszeń i organizacji oraz w utrzymaniu Miejskiego Ośrodka Sportu i Rekreacji. 20 spośród nich znajduje się w administracji MOSiR. Większość obiektów z wyjątkiem terminów zawodów sportowych jest ogólnodostępna. Wiele z nich było areną zawodów mistrzowskich na poziomie krajowym, europejskim, a nawet światowym. Do najważniejszych można zaliczyć:
- Zagłębiowski Park Sportowy – kompleks sportowy na który składa się stadion piłkarski, hala sportowa i stadion zimowy
- Poziom 450 – sztuczna ściana wspinaczkowa w dzielnicy Sielec
- Wake Zone Stawiki – wyciąg i tor do sportów wodnych w dzielnicy Stary Sosnowiec
- Stok Narciarski Środula – sztuczny stok narciarski w Parku Środula przy ul. 3 Maja 51
- Stadion Ludowy – stadion piłkarski w dzielnicy Stary Sosnowiec

### Infrastruktura rowerowa
Według danych GUS łączna długość dróg rowerowych na terenie miasta powiększyła się z 25 km w 2018 r. i 45 km w 2019 r. do 50,5 km pod koniec 2022 r.. W listopadzie 2023 r. w rejonie ulicy Księdza Włodzimierza Sedlaka rozpoczęto budowę pierwszego odcinka projektowanej na terenie Górnośląsko-Zagłębiowskiej Metropolii velostrady, która połączy Sosnowiec z Katowicami.
Od 2018 r. w Sosnowcu działa publiczna sieć wypożyczalni rowerów, w ramach systemu Sosnowieckiego Roweru Miejskiego, a od 25 lutego 2024 r. Roweru Metropoitalnego.

## Turystyka

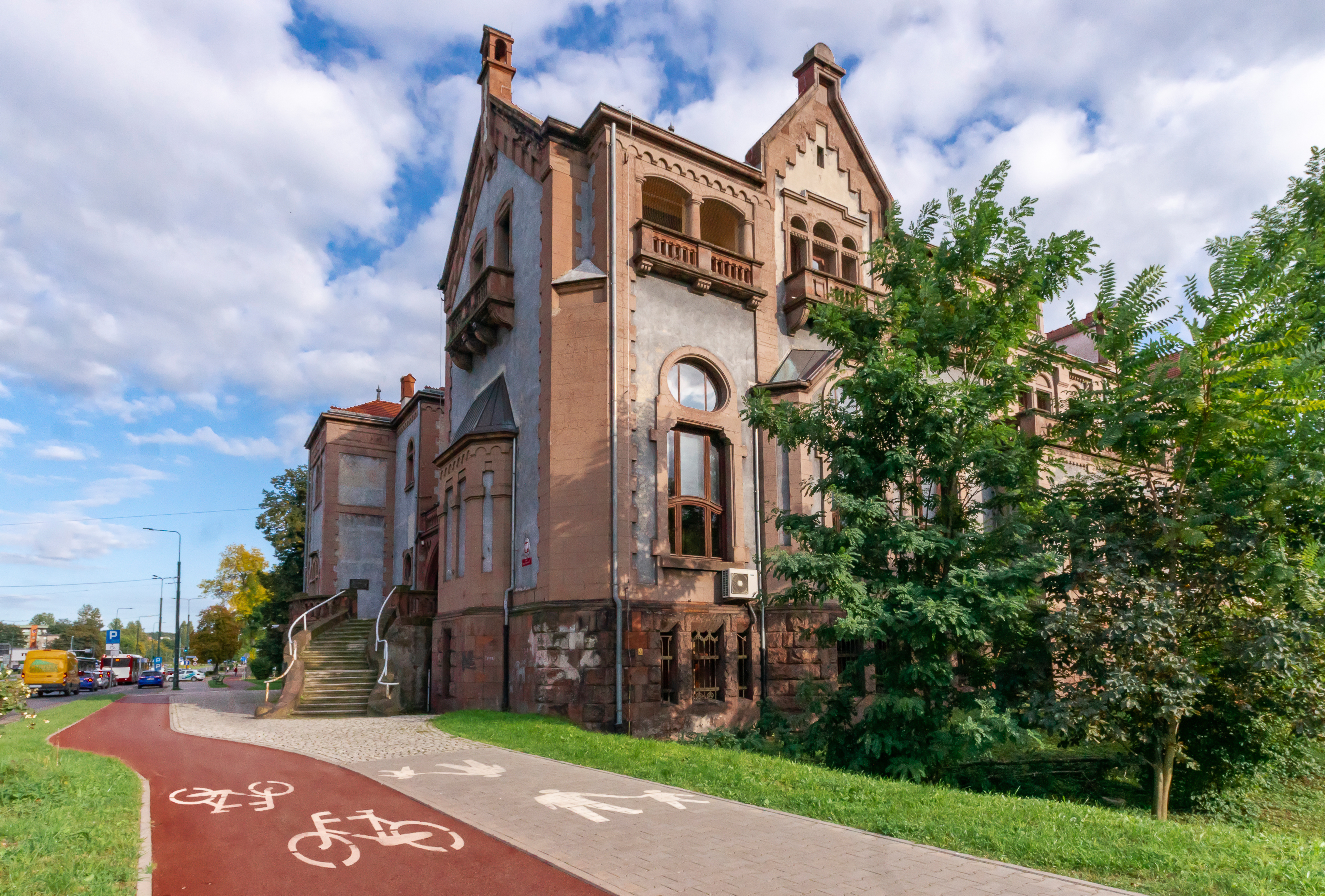
Ulica 1 Maja, na skraju Bulwaru Czarnej Przemszy.

Sosnowiec posiada liczne zabytki z dawnego osadnictwa sięgającego średniowiecza, ery rozwoju przemysłowego oraz wiele obszarów zielonych, w tym zabytkowych parków i terenów chronionych.
Ruchem turystycznym, oznakowaniem i wytyczaniem szlaków zajmuje się sosnowiecki oddział Polskiego Towarzystwa Turystyczno-Krajoznawczego im. Aleksandra Janowskiego i Centrum Informacji Miejskiej. Z okazji setnej rocznicy nadania praw miejskich została ustanowiona dwustopniowa Krajoznawcza Odznaka Miasta Sosnowiec.
Przez miasto przebiega kilka szlaków turystycznych rowerowych i pieszych.

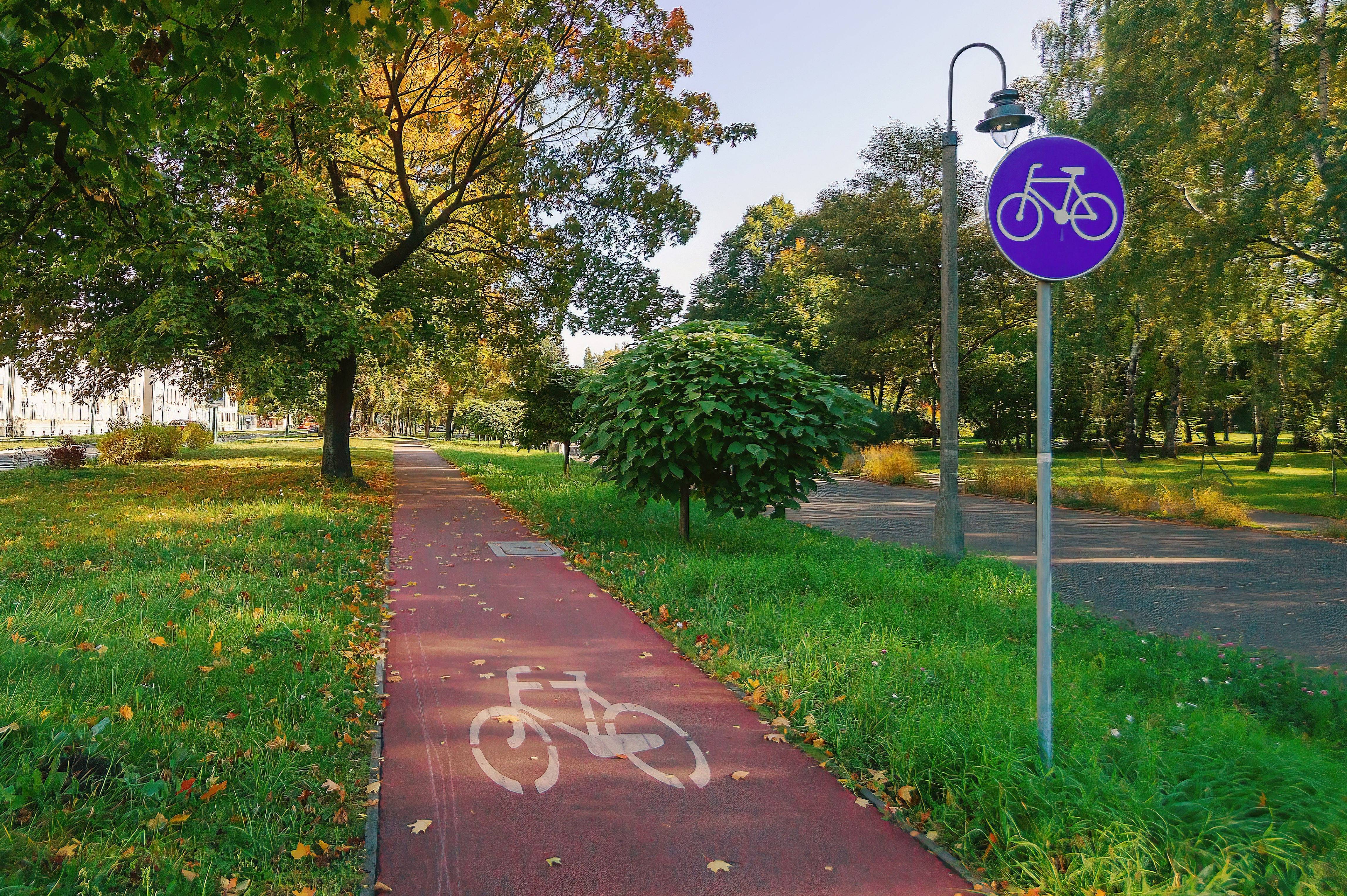

### Szlaki rowerowe[87]
- Szlak Rowerowy Dawnego Pogranicza[88] (trasa nr 465) : Park Tysiąclecia – ul. Kresowa – ul. Jana Sobieskiego – ul. Ostrogórska – ul. Orląt Lwowskich – Trójkąt Trzech Cesarzy[89]
- Szlak Rowerowy Lasu Zagórskiego[88]: Las Zagórski – Park im. Jacka Kuronia[89]
- Szlak Rowerowy Czarnego Morza[90] (trasa nr 467) : Trójkąt Trzech Cesarzy – ul. Orląt Lwowskich – Bór – ul. Szybowa – ul. Upadowa – ul. Kujawska – rzeka Bobrek – os. Juliusz – ul. Łukasiewicza – ul. Wiejska – Park im. Jacka Kuronia – Szlak Rowerowy Lasu Zagórskiego[89]Plac Kościuszki

Plac Kościuszki

#### Trasy rowerowe Śląskiej Sieci Tras Rowerowych
- Trasa średnicowa – rowerowa nr 3: Gliwice – Zabrze – Ruda Śląska – Katowice – Sosnowiec – Sławków
- Trasa rowerowa nr 5: Katowice Centrum – Szopienice (Katowice) – Stary Sosnowiec – Pogoń (Sosnowiec) – Będzin – Psary – Przeczyce – Woźniki – Częstochowa
- Trasa rowerowa nr 470: Strzemieszyce Wielkie (Dąbrowa Górnicza) – Ostrowy Górnicze (Sosnowiec) – Bory (Sosnowiec) – Maczki (Sosnowiec) – Długoszyn (Jaworzno) – Chropaczówka – Niedzieliska – os. Podwarpie – Jaworzno Centrum

### Szlaki piesze
- Szlak Metalurgów[89][91]
- Szlak Dwudziestopięciolecia PTTK[89][91]
- Szlak Pustynny[89][91]
- Szlak Via Regia – Droga św. Jakuba[91][92][93]

## Wspólnoty wyznaniowe

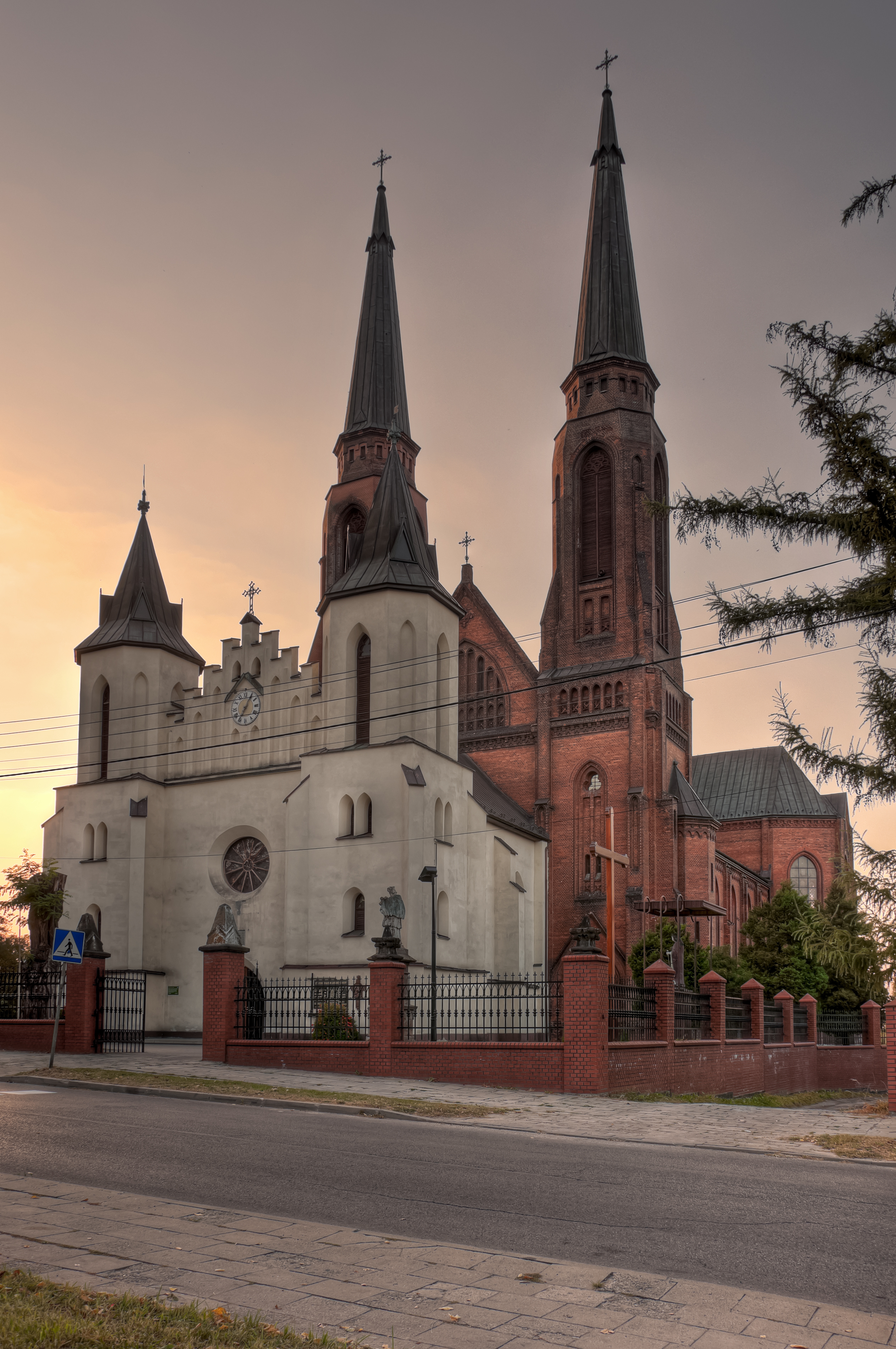
Kościół św. Joachima w Sosnowcu

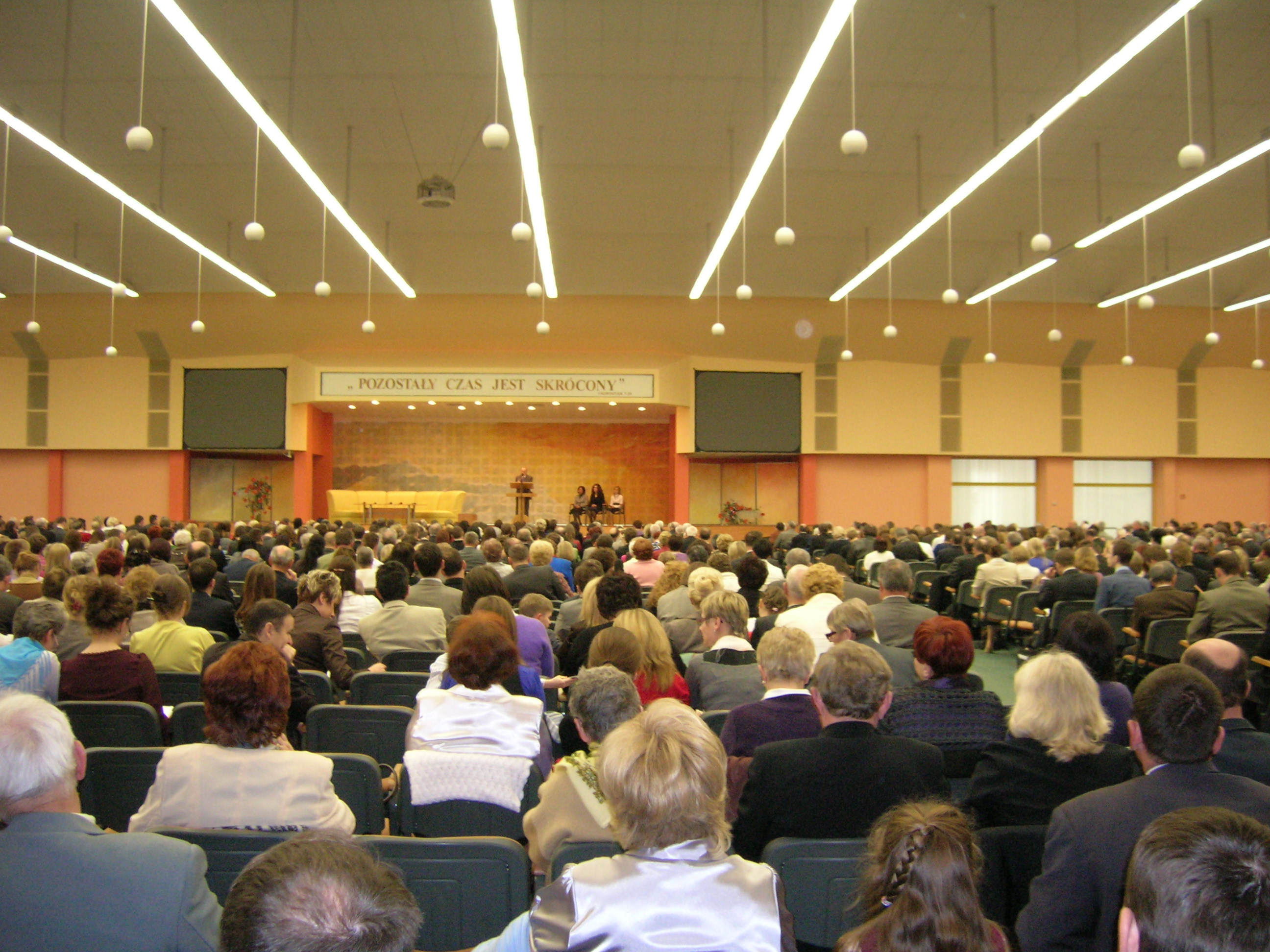
Centrum Kongresowe Świadków Jehowy w Sosnowcu, wnętrze Sali Zgromadzeń

### Kościół rzymskokatolicki
Sosnowiec jest siedzibą rzymskokatolickiej diecezji sosnowieckiej, do której na terenie miasta należą 32 kościoły parafialne, w tym jedna bazylika – sosnowiecka katedra – oraz jedno sanktuarium – Sanktuarium Miłosierdzia Bożego. W mieście działa żeńskie zgromadzenie zakonne – Sióstr Karmelitanek Dzieciątka Jezus, których współzałożycielka, „czcigodna sługa Boża” Matka Teresa od św. Józefa – Janina Kierocińska, zwana w kręgach katolickich „Matką Zagłębia”, jest „kandydatką na ołtarze”. Z Sosnowcem związana była także „czcigodna służebnica Boża” Wanda Malczewska. Oprócz karmelitanek w Sosnowcu działa jeszcze kilka zgromadzeń zakonnych męskich i żeńskich.

### Pozostałe wspólnoty wyznaniowe
W Sosnowcu działają:
- ośrodek duszpasterski kościoła katolickiego obrządku bizantyjsko-ukraińskiego (greckokatolickiego), nabożeństwa prowadzone są w dolnej kaplicy kościoła rzymskokatolickiego św. Jacka[96]
- dwie parafie starokatolickie: Kościoła Polskokatolickiego (Matki Bożej Bolesnej)[97] oraz Kościoła Starokatolickiego Mariawitów (Matki Boskiej Różańcowej)[98]
- parafia Polskiego Autokefalicznego Kościoła Prawosławnego[99]; w przeszłości w Sosnowcu – jako ważnej miejscowości Cesarstwa Rosyjskiego i kongresowego Królestwa Polskiego – znajdowały się aż trzy cerkwie prawosławne; jedyną z nich, która zachowała się do naszych czasów, jest cerkiew pw. Świętych Wiery, Nadziei, Luby i matki ich Zofii
- sześć kościołów protestanckich: Chrześcijańska Wspólnota Ewangeliczna (placówka misyjna Sosnowiec i Sosnowiec II)[100], Ewangeliczny Związek Braterski (Ewangeliczny Kościół Chrystusowy w Sosnowcu)[101][102], Kościół Adwentystów Dnia Siódmego (zbór w Sosnowcu)[103], Kościół Chrystusowy w RP (Kościół Chrystusowy w Sosnowcu)[104], Kościół Ewangelicko-Augsburski w RP (Parafia Ewangelicko-Augsburska[105] posiadająca 1 kościół[106] i 1 kaplicę[107]) oraz Mesjańskie Zbory Boże (Dnia Siódmego) (punkt misyjny w Sosnowcu podległy zborowi w Żywcu)[108]
- Centrum Kongresowe, kompleksy Sal Królestwa Świadków Jehowy i 12 zborów[109][110]
- ośrodek medytacyjny Buddyjskiego Związku Diamentowej Drogi Linii Karma Kagyu[111]

Pomimo zagłady Żydów w czasie II wojny światowej, niewielka społeczność wyznawców judaizmu zamieszkuje miasto do dzisiaj. W przeszłości w Sosnowcu istniała Wielka Synagoga, która 9 września 1939 r. została wysadzona przez hitlerowców, a jej pozostałości rozebrano. W mieście funkcjonuje unikatowa nekropolia: cmentarz wielowyznaniowy, podzielony na 4 części: katolicką, ewangelicką, prawosławną i żydowską.

## Przynależność do organizacji i miasta partnerskie

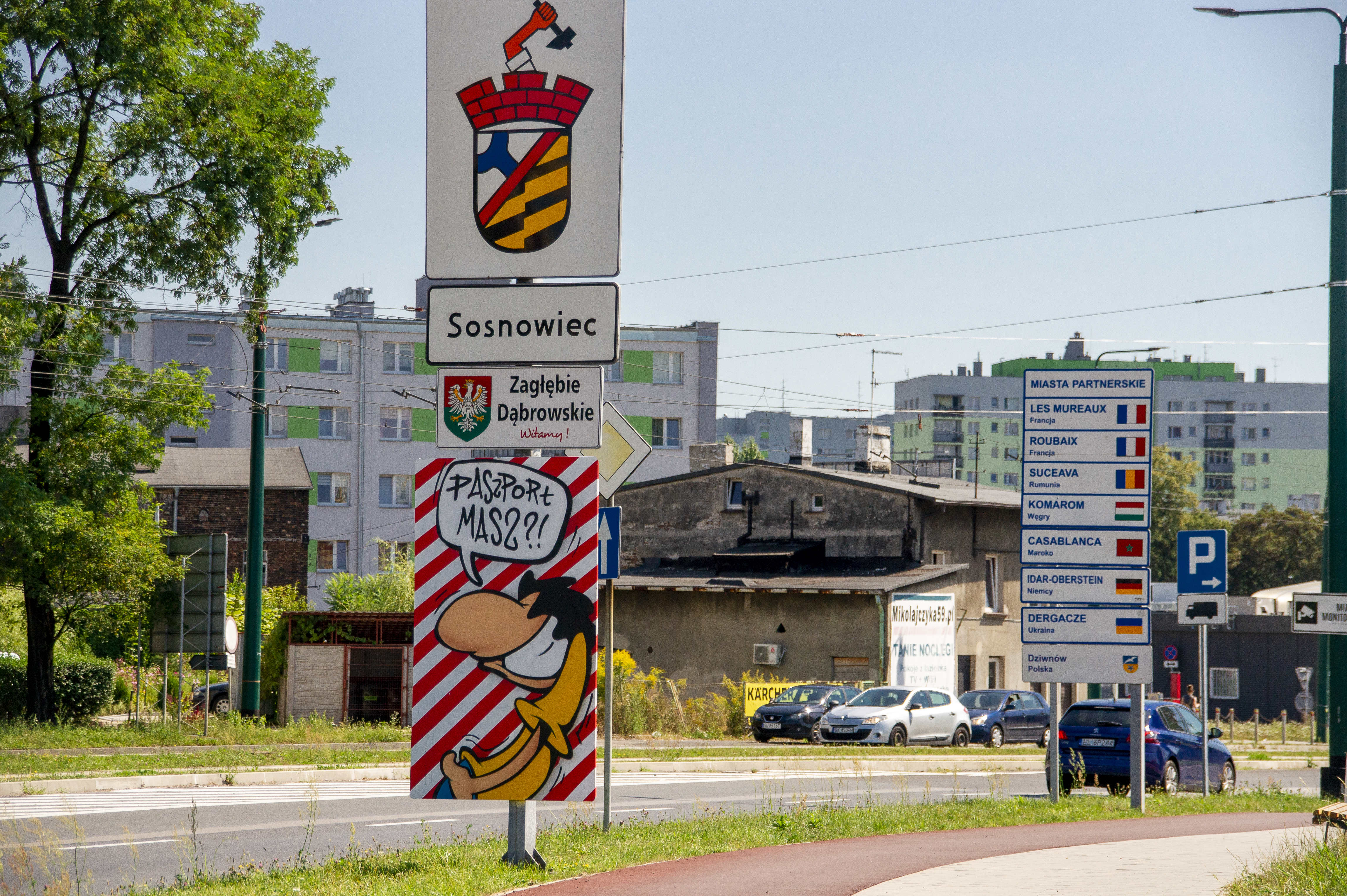
Tablica witająca oraz lista miast partnerskich przy wjeździe do miasta przy ulicy M. Józefa Piłsudskiego.

Miasto Sosnowiec jest członkiem Górnośląsko-Zagłębiowskiej Metropolii, Śląskiego Związku Gmin i Powiatów i Związku Miast Polskich.
Lista miast z którymi władze Sosnowca podpisały umowę o współpracy
- Suczawa (Rumunia) – od 12 września 2003 r.
- Les Mureaux (Francja) – od 1 maja 2004 r.
- Komárom (Węgry) – od 27 kwietnia 2005 r.
- Roubaix (Francja) – od 9 czerwca 2006 r.
- Casablanka Maârif (Maroko) – od 4 czerwca 2008 r.
- Idar-Oberstein (Niemcy) – od 2011 r.
- Dergacze (Ukraina) – od 2011 r.
- Dziwnów (Polska) – od 2012 r.
- Krynica-Zdrój (Polska) – od 2022 r.
- Sambor (Ukraina) – od 2024 r.[115]

## Placówka konsularna
Od 1 lipca 2010 r. w Sosnowcu funkcjonuje Konsulat Ludowej Republiki Bangladeszu, z siedzibą przy ul. Partyzantów 5, a Konsulem Honorowym Bangladeszu jest Mohammed Omar Faruque.

## Honorowi Obywatele Miasta Sosnowca
Józef Piłsudski, Tomasz Arciszewski, Edward Śmigły-Rydz, Andrzej Strug, Bogdan Suchodolski, Janusz Ziółkowski, Mártha Eggerth, Jan Kiepura, Edward Gierek, Francesco Cimminelli, biskup Adam Śmigielski, Jacek Majchrowski, Jacek Cygan, Małgorzata Czapla, Krystyna Czajkowska-Rawska, Teresa Janina Kierocińska, Aleksander Dudek i Krzysztof Materna. 